# Les Mystérieuses Cités d'or (série télévisée d'animation, 1982)
Pour les articles homonymes, voir Les Mystérieuses Cités d'or.
Les Mystérieuses Cités d'or (2012)
Les Mystérieuses Cités d’or (太陽の子エステバン, Taiyō no ko Esuteban, litt. « Esteban, l’enfant du Soleil ») est une série télévisée d’animation franco-nippo-luxembourgeoise mêlant la fiction historique et le fantastique voire la fantasy, composée d'une saison de 39 épisodes de 28 minutes.
La série est diffusée initialement au Japon sur la chaîne NHK à partir du 29 juin 1982, puis au Luxembourg la série est diffusée en juillet 1982 sur RTL Télévision puis RTL TV, en Belgique la série est diffusée en septembre 1987 sur RTL-TVI, en France sur Antenne 2 à partir du 28 septembre 1983, dans l'émission Récré A2 ; enfin, elle est diffusée au Canada sur la Télévision de Radio-Canada à partir du 22 septembre 1984.
La série est librement adaptée du roman La Route de l'or (The King's Fifth, 1966) de Scott O'Dell, une fiction historique qui met en scène la découverte et l'exploration de l'Amérique à l'époque des Grandes Découvertes.
Bien que l'intrigue de la série se déroule au XVIe siècle, elle intègre des éléments fantastiques et de science-fiction et présente également des lieux et des cultures réels des Amériques, notamment des civilisations précolombiennes. Elle s’appuie aussi sur des personnages historiques (notamment Fernand de Magellan, Francisco Pizarro, ou La Malinche). Un court documentaire succède à la fin de chaque épisode, permettant au téléspectateur d'approfondir ses connaissances sur un thème particulier de l'épisode qu'il vient de voir. 
En 2012, soit trente ans plus tard, une nouvelle série, Les Mystérieuses Cités d'or fondée sur celle de 1982, est mise en production. Cette dernière cible toutefois un public plus jeune. Bien qu'issue d'une équipe de production totalement différente, elle reprend l'histoire là où la série originale s'arrêtait. L'attention portée aux décors dans lesquels évoluent les personnages, aux références historiques et à la description des civilisations rencontrées, ainsi que la présence du mini-documentaire final, sont également conservés. Prenant en compte la série de 1982, ces saisons sont numérotées à partir de la saison 2.

## Synopsis
« Le XVIe siècle.

Des quatre coins de l'Europe, de gigantesques voiliers partent à la conquête du Nouveau Monde.

À bord de ces navires, des hommes, avides de rêve, d'aventure et d'espace, à la recherche de fortune.

Qui n'a jamais rêvé de ces mondes souterrains, de ces mers lointaines peuplées de légendes, ou d'une richesse soudaine qui se conquerrait au détour d'un chemin de la Cordillère des Andes ?

Qui n'a jamais souhaité voir le Soleil souverain guider ses pas, au cœur du pays Inca, vers la richesse et l'histoire des Mystérieuses Cités d'or ? »

— Texte de l'accroche de la série, dite au cours du générique de chaque épisode. Texte rédigé par Jean Chalopin et lu par l'acteur Michel Paulin,,,,,.

### Vers le nouveau continent

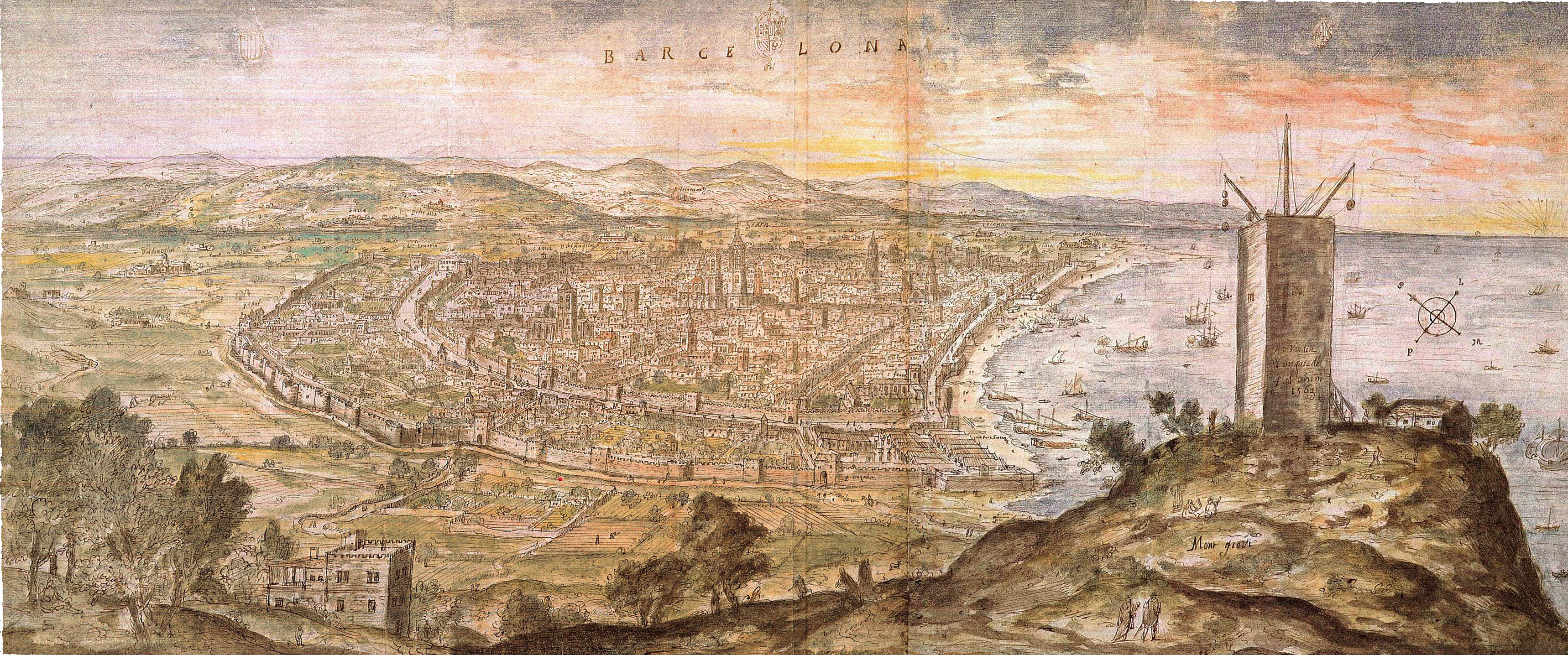
Barcelone au XVIe siècle.

L'histoire commence en 1532 à Barcelone, durant le Siècle d'or espagnol.
Esteban, un jeune orphelin âgé d'une douzaine d'années vit dans un monastère de la ville. Il est populaire auprès des habitants car il semble être capable d'influencer l'apparition du Soleil ; mais il est aussi sujet à une forte acrophobie (phobie des lieux élevés).
À la mort du père Rodriguez, le supérieur du monastère qui est aussi le père adoptif d'Esteban, est approché par un navigateur espagnol, Mendoza, qui l'a suivi jusque dans le monastère. Il l'aborde pour une raison très précise : le médaillon d'Esteban, que le marin a remarqué au cou de l'enfant. Mendoza offre ensuite de l'embarquer à bord de l’Esperanza, un galion sur le point de partir vers le Nouveau Monde à la recherche des légendaires Cités d'or. À cette occasion, Esteban apprend une partie de sa propre histoire, qu'il ignorait jusque-là : dix ans auparavant, Mendoza était membre de l'expédition de Magellan vers le Nouveau Monde, et assista au naufrage d'un navire menacé par une violente tempête dans l'océan Pacifique. Ceinturé d'une corde, il avait alors plongé puis nagé vers l'épave pour secourir un bébé (Esteban) des bras de son père, juste avant que l'embarcation ne sombre dans les flots. Esteban accepte de le suivre.

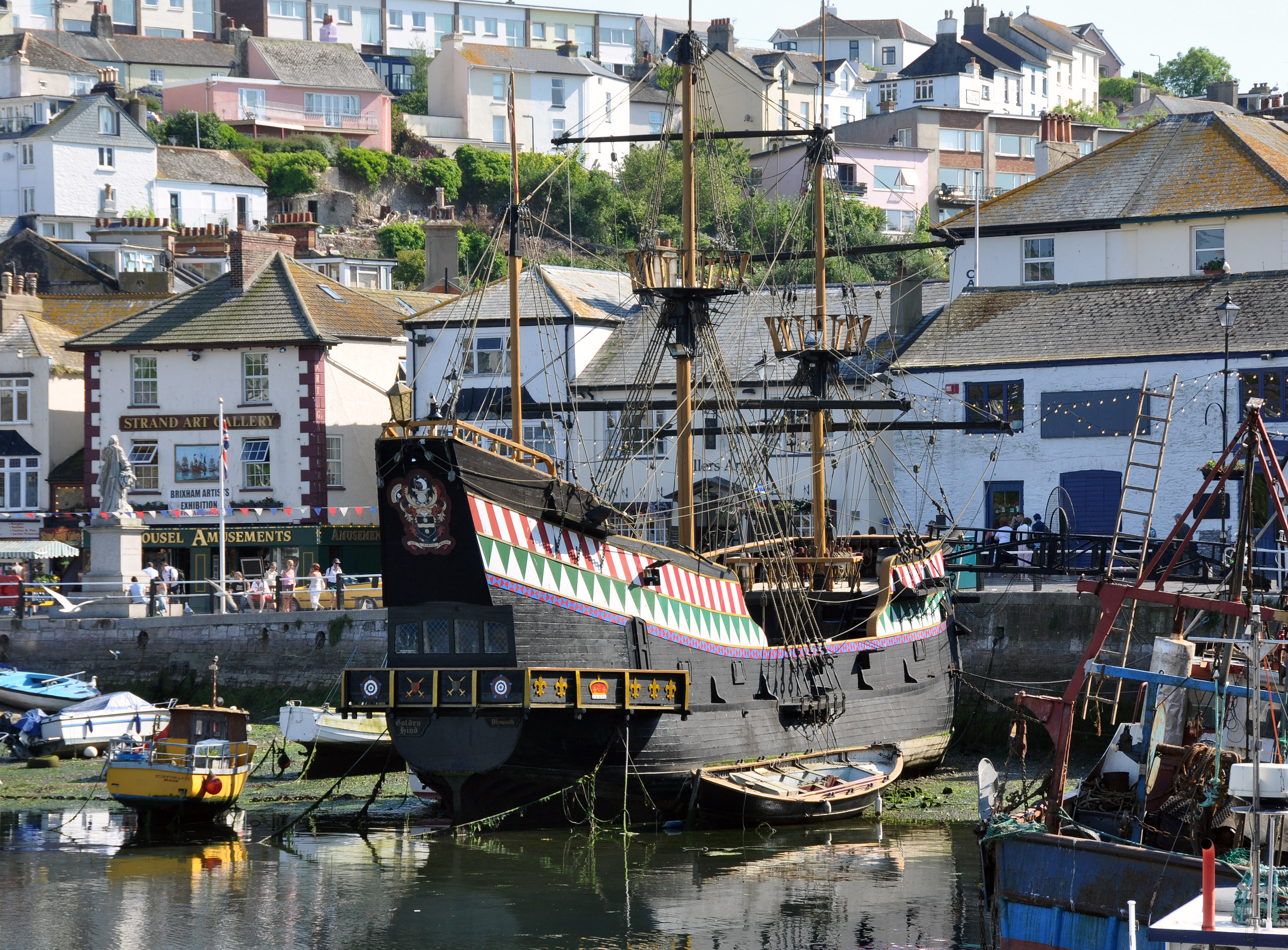
L’Esperanza est un galion espagnol directement calqué sur le Golden Hind, navire anglais dont la réplique contemporaine (mouillant ci-dessus dans le port côtier de Brixham) apparaît dans le documentaire suivant le deuxième épisode.

Au cours du voyage à bord de l’Esperanza, Esteban se lie d'amitié avec Zia, une jeune fille Inca enlevée lorsqu'elle avait sept ans dans les Andes sur ordre du cruel conquistador espagnol Francisco Pizarro. Élevée à la cour d'Espagne, elle parle couramment espagnol. Mais sa présence sur le navire n'est pas volontaire : elle a été amenée par Mendoza sur ordre du seigneur Gomez, présent sur le navire, qui travaille lui-même pour Pizarro. Quand le navire aura atteint les Amériques, elle doit aider à déchiffrer les quipus incas pour le compte de Gomez.
Rapidement, Esteban et Zia découvrent qu'ils possèdent chacun un pendentif identique, nommés les « médaillons du Soleil » et censés être les clés de l'une de ces mystérieuses « Cités d'or ». Toutefois la partie centrale du médaillon d'Esteban manque : elle est gardée par Mendoza depuis le jour où il l'a sauvé des eaux. Il semble également que les pères respectifs des deux enfants aient une histoire liée aux Cités d'or. Cependant, ils sont découverts sur le bateau le premier jour et le capitaine du navire, Gaspard (qui n'est pas au courant de l'utilité de leur présence) menace de les « balancer par-dessus bord », comme le veut la coutume marine. Mais Mendoza les prend sous sa protection, après avoir ridiculisé le capitaine d'infanterie, ce qui crée d'emblée une vive tension entre le navigateur et les officiels du vaisseau.
Au terme de la traversée de l’Atlantique, et après avoir franchi le détroit de Magellan à l'extrême sud du continent américain, une prouesse nautique dirigée par Mendoza — considéré dès le départ comme le seul capable de passer ce point périlleux —, une trombe marine détruit presque entièrement l’Esperanza, alors que les deux enfants sont dans le même temps injustement emprisonnés dans la cale. Grâce au canot de sauvetage du navire, l'équipage de l’Esperanza parvient à fuir le galion, condamné. Il reste cinq personnes sur l'épave : Mendoza, Sancho et Pedro (les deux comparses de Mendoza), Esteban et Zia. Ceux-ci dérivent pendant plusieurs jours sur l'épave flottante, avant d'échouer dans l'archipel des Galápagos. 
Leur escale en ce lieu les amène à rencontrer Tao, un jeune garçon qui affirme être le dernier descendant du peuple de Mu, un légendaire empire antique à la technologie très avancée, qui semble-t-il a été totalement englouti il y a plusieurs siècles dans des conditions obscures. D'abord hostile à la présence des adultes Blancs sur son île, Tao finit toutefois par se joindre au groupe dans leur voyage. Avant de partir avec eux, et comme pour signifier l'aspect irrévocable de sa décision, il met le feu à l'ensemble des cabanes qu'il a construites sur l’île où il habitait depuis son enfance. Il n'emporte avec lui que son encyclopédie ancestrale, ainsi qu'un mystérieux vase en or, hermétiquement clos, qui se transmet dans sa famille depuis des générations. Il est aussi accompagné par son fidèle perroquet vert, Pichu, qui porte une crête caractéristique du cacatoès.

### Premières aventures américaines
Aux Galápagos, les voyageurs découvrent le navire Solaris, libéré des entrailles de la terre. Immense navire à la technologie futuriste, c'est une relique de l'empire de Mu qui fonctionne à l'énergie solaire.
En utilisant ce navire merveilleux, les voyageurs arrivent rapidement au Pérou, accostant à Tumbes. Cependant, ils sont immédiatement repérés par l'armée espagnole du général Alvarez, qui assiège le Solaris et soupçonne ses passagers d'être des pirates, eu égard à l'apparence tout bonnement extraordinaire du navire. Mendoza tente de retourner la situation en rappelant à Alvarez qu'il arrive d'Espagne avec l'ordre officiel de remettre Zia au gouverneur général Pizarro, qui se trouve précisément au fort de Tumbes.
Les prisonniers sont alors conduits devant le gouverneur Pizarro, qui confirme à Alvarez qu'il attend effectivement l'arrivée de cette enfant. Il vient personnellement au contact de Zia et lui ordonne de traduire le « quipu d'or », qu'elle seule semble capable de déchiffrer, présumé contenir les indications concernant l'emplacement d'une Cité d'or. Comprenant que la Cité se trouve juste à côté de son village d'origine, Zia refuse d'en délivrer la moindre traduction. Pizarro, sur le point de mandater Alvarez pour torturer la jeune fille afin de la faire parler, est interrompu par Mendoza qui intrigue pour obtenir l'autorisation de lui délier la langue. Pizarro lui accorde la nuit pour achever cette tâche, les autres prisonniers étant jetés au cachot. Mendoza profite de l'occasion pour incendier la poudrière, permettant ainsi la libération des prisonniers, que l'on charge d'éteindre l'incendie. Esteban, Tao, Pedro, Sancho et les Incas captifs s'évadent alors au milieu de la cohue, tandis que Mendoza organise seul l'évasion de Zia. Les protagonistes se retrouvent sur le Solaris et peuvent à nouveau reprendre la mer.
Pour venger cet affront et récupérer Zia, Pizarro ordonne le pillage et l'incendie du village inca duquel sont originaires les prisonniers évadés. C'est alors que l'on voit la réapparition de Gomez et de Gaspard à bord de la San Miguel, un galion qui les a secourus dans le Pacifique. Le navire sous pavillon espagnol engage alors une bataille navale contre le Solaris, mais ce dernier en sort largement vainqueur, en raison de sa voile solaire qui accélère considérablement son allure et qui permet aussi d'incendier les voiles adverses par réflexion de la lumière et de la chaleur du Soleil. Une fois hors de portée, les voyageurs réemploient cette arme étonnante près de la côte pour forcer la retraite de l'armée du village inca.
Les voyageurs se rendent ensuite au chevet des Indiens souffrants, ce qui laisse le temps aux Espagnols d'assiéger à nouveau le Solaris, exigeant Zia en contre-partie. Néanmoins Gomez, qui dirige le siège, trahit rapidement sa promesse de ne plus toucher au village inca sitôt que Zia lui a été livrée, ne laissant pas d'autre choix à Tao, qui a entre-temps rejoint clandestinement le Solaris, que de détruire son propre bateau. Pour empêcher les tirs de canons en provenance du galion espagnol, il actionne le dernier levier du Solaris, qui agit alors comme un bombe en s’autodétruisant, anéantissant dans le même temps le navire espagnol contigu. Tao et Zia, qui s'étaient réfugiés dans la cabine de pilotage indestructible du Solaris sont épargnés, ainsi que Gomez et Gaspard.

### Au pays inca

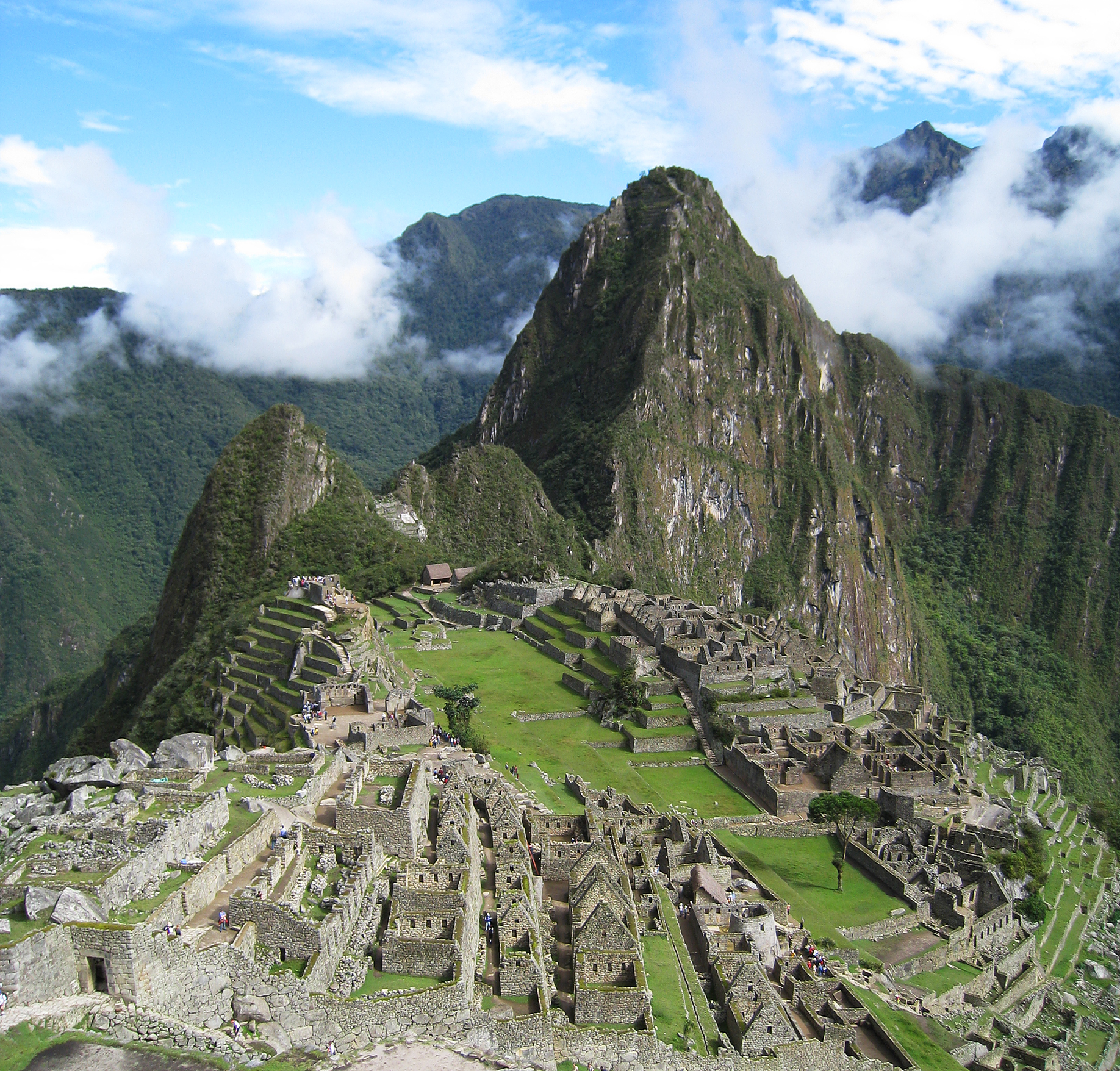
Le village du « Vieux Pic » fait ouvertement référence au Machu Picchu, vaste complexe agraire, urbain et religieux de l'Empire et de la civilisation inca.

En empruntant un passage souterrain, les six protagonistes parviennent à semer les hommes de Pizarro qui les poursuivaient. Le souterrain est gardé par un prêtre centenaire, le seul à savoir comment dégager la voie qui permet de se rendre de l'autre côté du fort espagnol. Néanmoins, l'ouverture de ce passage entraîne l'écroulement de la forteresse et la mort du vieux prêtre, qui tient à mourir au cœur de son temple.
Les trois enfants, séparés des trois adultes par les circonstances, arrivent au village de Zia, étonnamment désert. Mais Gomez et Gaspard les encerclent et, en menaçant Esteban et Tao d'être dévorés par une colonie de fourmis, arrachent à Zia les révélations du quipu d'or : la Cité d'or de Tseila se trouve après la montagne du « Vieux Pic », une région redoutée par les explorateurs mais aussi par la population locale. La nuit venue, deux guerriers incas qui avaient suivi les enfants depuis leur fuite du temple souterrain, Waïna et Ketcha, leur permettent de s'évader. Ils les emmènent au « fort de l'Aigle Noir », une forteresse inca destinée à protéger le village du Vieux Pic des offensives espagnoles.
Pendant ce temps, Mendoza, Sancho et Pedro retrouvent Gomez et Gaspard. Profitant de la crainte qui semble alors assaillir les deux espagnols, Mendoza leur propose ses compétences en navigation pour les orienter sur la route du Vieux Pic. En dépit de la haine de Gaspard, qui souhaite depuis longtemps tuer Mendoza pour venger l'affront remontant à la traversée de l'Atlantique à bord de l’Esperanza, Gomez accepte l'offre de Mendoza, reconnaissant qu'ils partagent avant tout « le même but : l'or ». Envoyés en repérage près de la forteresse de l'Aigle Noir, Mendoza et ses deux équipiers s'assurent alors que les enfants y sont bien présents, mais se heurtent à l'hostilité du chef Yupanqui qui menace de les abattre si jamais ils s'approchent davantage. Mendoza a néanmoins eu le temps de les prévenir indirectement qu'une menace les attend le soir même. Grâce à leur inventivité, les enfants parviennent alors à trouver comment éclairer la scène de combat, permettant ainsi aux soldats incas de repousser l'armée espagnole, alors qu'ordinairement ils ne combattent jamais de nuit. Les habitants incas de la forteresse reconnaissent alors en ces trois enfants des envoyés des dieux venus les aider.
Le lendemain, les trois enfants sont introduits devant le chef du Vieux Pic, Kraka, vénéré par tous les habitants. Ce séjour dans la ville permet à Esteban de faire la rencontre de Mayuka, un vieux sage ermite qui lui raconte une légende qui semble éclaircir le mystère de ses origines. Néanmoins Mayuka ne peut lui dire où se trouve actuellement le « Prophète voyageur », ce pèlerin venu de la « grande mer de l'Ouest » et ayant eu un fils avec une vestale dédiée au culte du dieu Inti (Dieu Soleil) il y a une douzaine d'années, qui pourrait être le père d'Esteban. Cet entretien laisse Esteban pensif et attristé.
Au même moment, Mendoza trahit une nouvelle fois Gomez en lui volant un canon, quatre boulets et un baril de poudre, qu'il apporte aux soldats de l'Aigle Noir. Toutefois, il est arrêté par Yupanqui qui ne lui fait aucunement confiance, le tenant pour responsable de la mort de plusieurs Incas qui ont été capturés, en raison des renseignements qu'il aurait fournis à Gomez et Gaspard : il le voue ainsi au peloton d'exécution. Mendoza, Sancho et Pedro ne sont sauvés d'une mise à mort imminente que par l'arrivée salvatrice d'Esteban qui demande leur libération en improvisant que Mendoza est en réalité venu pour lui rendre la partie manquante de son médaillon. Forcé, du fait des circonstances, à obéir à Esteban, ce qu’il avait dédaigné depuis leur première rencontre, Mendoza confirme les propos de l'enfant pour se sauver. Esteban arbore alors enfin son pendentif au complet.
L'utilisation, plutôt malhabile, du canon espagnol par Mendoza, suivie de l'utilisation inventive de la poudre à canon par les enfants permet de retarder la prise de la forteresse de l'Aigle Noir par l'armée espagnole. Néanmoins, celle-ci tombe entre leurs mains et les incas sont contraints de se replier au Vieux Pic. Lors de cette retraite, Mendoza détruit le pont suspendu qui mène à la cité, retardant fortement les soldats de Gomez. Kraka autorise le départ des trois enfants, accompagnés des trois Espagnols, à condition qu'ils soient escortés par Waïna et Ketcha.

### La Cordillière des Andes: la montagne aux milles dangers
Les voyageurs traversent ensuite une zone désertique de la cordillère des Andes mais ils sont rapidement repérés et attaqués par les Urubus, une tribu d'hommes géants recouverts de peaux d'ours qui manient de grands arcs armés de flèches de bronze. Cependant, grâce au concours des incas Waïna et Ketcha qui connaissent bien la région, les six étrangers parviennent à s'échapper. Ils découvrent alors, cachée derrière un passage étroit entre deux montagnes, une jeune fille nommée Lana qui a été enlevée par les Urubus, ces derniers souhaitant la sacrifier dans une cérémonie virginale tribale. La jeune fille confie être originaire d'une tribu vivant au cœur du lac Titicaca ; les voyageurs décident de la raccompagner là-bas.

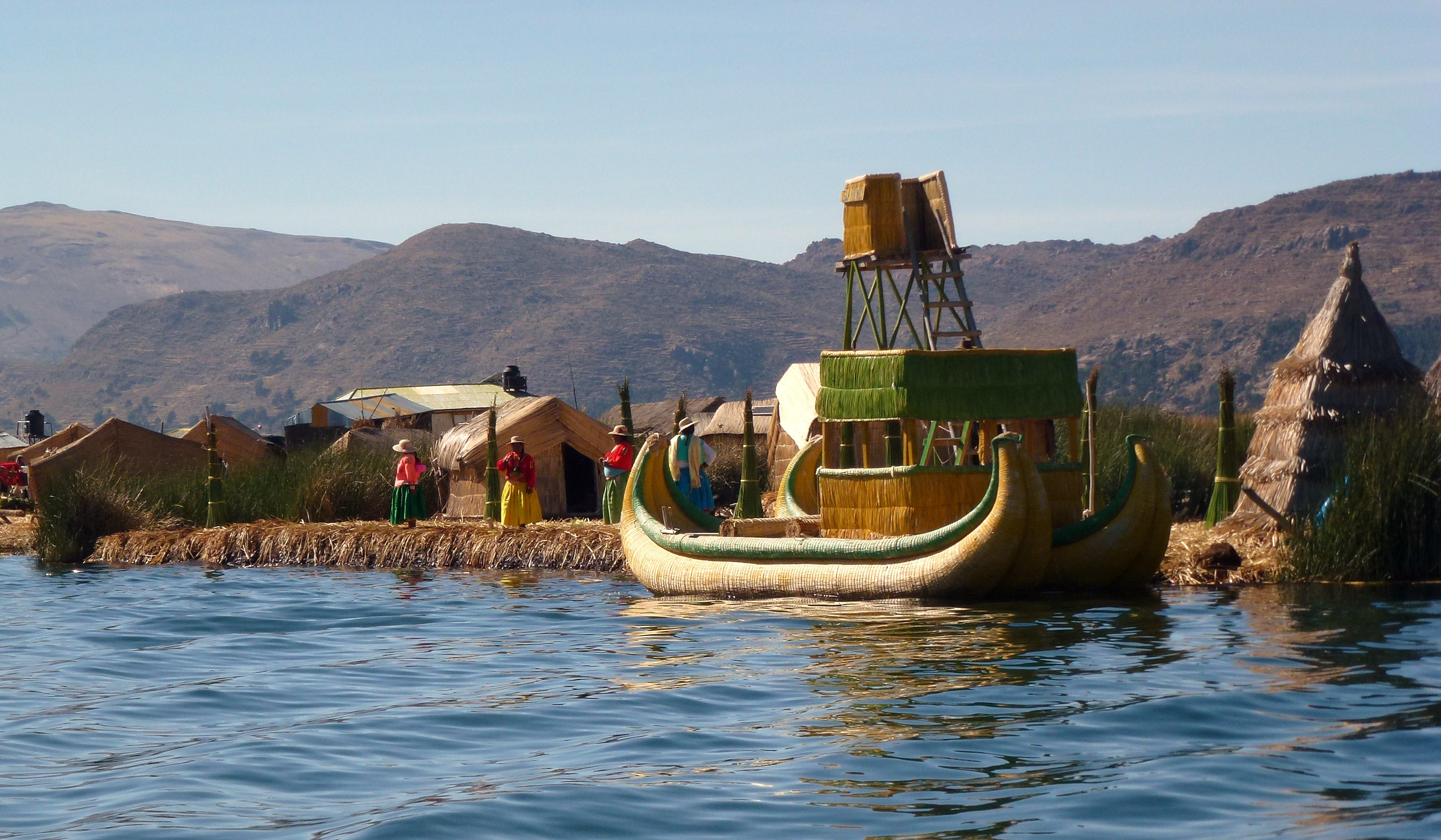
L'escale des personnages sur le village flottant en roseaux du lac Titicaca leur permet de se rapprocher de l'emplacement de la cité d'or de Tseila.

Arrivés au village, le chef de la tribu (qui est aussi le père de Lana) les invite en guise de remerciements à rester pour la nuit sur leur îlot. Mais le village est rapidement menacé par les Urubus, qui arrivent et dressent un bivouac sur la rive, le soir venu, en vue de lancer une offensive le lendemain matin. Alors que Lana se résigne déjà à se sacrifier pour épargner les siens, Esteban et Tao se lancent dans l'élaboration d'un sous-marin de fortune composé de deux barques en jonc traditionnelles assemblées l'une sur l'autre, dans le but d'endommager le radeau des Urubus. Au matin, l'opération est un succès et les deux enfants parviennent même à capturer le chef des Urubus, Kuruga qui, terrifié, a pris leur invention flottante pour le « monstre du lac ». Le chef vaincu jure alors que les siens ne s'attaqueront plus aux habitants du lac et indique aux voyageurs l'emplacement de la cité de Tseila.
Ayant repris leur route, les protagonistes retrouvent le chef Kuruga en plein désert, esseulé, déshydraté et agonisant. Il se confie auprès d'Esteban après que ce dernier a décidé, avec Zia, de lui donner leur ration d'eau. Il leur explique avoir été chassé de sa tribu en raison de son échec, et que les autres Urubus leur tendent une embuscade afin d'offrir Zia en sacrifice à leur dieu. Les voyageurs parviennent à leur échapper, après un passage périlleux dans un champ de geysers de soufre.
Au coucher du soleil, ils atteignent la montagne de Tseila, devant laquelle se trouve une statue monumentale de la déesse Pachamama, la Terre-Mère de la cosmogonie inca. En déclinant, le Soleil passe dans la fente d'une formation rocheuse verticale, dont un rayon illumine le front de la déesse. Se souvenant du récit d'une légende entendue au Vieux Pic, Mendoza comprend alors qu'il faut placer les deux médaillons du Soleil dans les encoches de la poitrine de la statue. À cet instant, un mécanisme interne provoque l'ouverture d'une paroi de la montagne qui laisse apparaître un complexe architectural religieux, constitué d'une longue allée de colonnes menant à un temple inca. Grâce au reflet du Soleil sur la pierre, le crépuscule donne l'illusion que la ville et ses bâtiments sont entièrement composés d'or mais, sitôt le soir venu, la ville retrouve son aspect normal.
Explorant le temple de la ville, Esteban retire un disque en or fixé au mur de la bâtisse, ce qui provoque le déclenchement d'une machinerie interne, conduisant à une lumière aveuglante au milieu de laquelle apparaît bientôt une immense statue d'oiseau en or massif, le Grand Condor, qui leur apparaît avoir surgit du sous-sol du temple comme par magie.
Le lendemain, après avoir visité une galerie souterraine au fond de laquelle réside un lac de lave en fusion, les voyageurs comprennent que Tseila est en réalité assise sur le site d'un volcan actif, menaçant de se réveiller. Peu après, ils referment précipitamment la muraille d'entrée de la cité (en retirant les médaillons du Soleil de la statue de Pachamama) en raison l'arrivée imminente des Urubus à l'horizon. C'est alors que le volcan se réveille ; les voyageurs, en dernier recours, se réfugient dans l'habitacle de la statue du Grand Condor, grimpant sur son dos pour y accéder.
Après la destruction du temple lors de l’éruption volcanique, la statue du Grand Condor est expulsée haut dans les cieux, ce qui leur sauve la vie. Alors que le Grand Condor entame sa chute vertigineuse vers le sol, Esteban, aiguillé par Tao, place sur le tableau de bord de l'habitacle le disque en or du temple qu'il avait conservé, ce qui miraculeusement permet à la statue du Grand Condor de se métamorphoser en un appareil volant, réalisant alors un vol plané à la manière d'un planeur, les emmenant hors de la ville à une vitesse fabuleuse.

### Nouveaux démêlés avec l’armée espagnole
Mais la machine volante du Grand Condor, fonctionnant à l'énergie solaire, s'arrête au crépuscule et atterrit au milieu des géoglyphes de Nazca qui semblent servir de repères à l'appareil.
Entre-temps, Pizarro a été alerté par un de ses hommes qu'un gigantesque oiseau d'or, à bord duquel se trouvent les trois enfants, a été aperçu dans le ciel et qu'il se trouve désormais sur le site de Nazca. Pizarro décide de s'y rendre immédiatement. Sur place le lendemain, il ordonne à Esteban de lui expliquer comment fonctionne son appareil, retenant ses amis en otage. Mais les six protagonistes parviennent à échapper au gouverneur, subitement aveuglé par la lumière dégagée par le Grand Condor au moment de son décollage, contrairement à ses otages qui s'y étaient préparés.
L'armée de Gomez, sur le point d'envahir le Vieux Pic, vient tout juste de réparer le pont suspendu et fait traverser son canon dessus. Depuis le ciel, Esteban (qui désormais pilote l'engin avec facilité et qui a réussi à conjurer inconsciemment sa propension au vertige) réalise un vol juste au-dessus du pont, ce qui fait tomber le canon dans la rivière. Le passage menant à la cité ayant été muré par les incas, Gaspard propose d'utiliser la poudre du canon pour faire sauter le mur. Mais la détonation de cette poudrière provoque de manière collatérale l'écroulement de la falaise sur laquelle les soldats se trouvent, emportant les espagnols dans la cascade de pierres. Dans le même temps, cette démolition permet de sécuriser pour longtemps l'accès au Vieux Pic par des envahisseurs.
Lorsque les voyageurs s'y rendent par les cieux avec le Grand Condor, et qu'Esteban y apparaît en tant que pilote de l'appareil, il est unanimement reconnu par les habitants du Vieux Pic comme Viracocha, l'envoyé du dieu Soleil. Devant l'insistance d'Esteban, Mayuka lui réaffirme qu'il ne sait rien de plus du Prophète voyageur, mais souligne que Papacamayo, parti pour le pays maya, est probablement le seul qui l'ait bien connu. Zia reconnaît alors le nom de son père.

### Le Brésil: rencontre avec les Amazones
Le Grand Condor arrive en vue de l’Amazonie. Alors qu'il survole la forêt, il se retrouve au sein d'un orage et, ne pouvant plus capter l'énergie du Soleil, s'écrase dans la jungle. Au cours de l'incident, des arbres recouvrent le poste de pilotage. Cette épaisse végétation empêche alors la machine de décoller à nouveau. Peu après, les protagonistes se font attaquer par un anaconda géant caché dans le fleuve. Quittant l'appareil, ils tombent nez à nez sur un jaguar mais prennent la fuite.
Trouvant refuge dans un vallon empli de fleurs, ils sont alors capturés par des femmes en armes, des Amazones. Emmenés jusqu'à la cité de ces femmes guerrières, les protagonistes arrivent au beau milieu d'une cérémonie rituelle dirigée par la grande prêtresse amazone, Omuro, et présidée par la reine des Amazones. La cérémonie ayant pour but de protéger les Amazones de la pluie, Omuro insiste pour couper la tête des étrangers afin de les offrir au dieu de la pluie. Mais Mendoza convainc la reine des Amazones de laisser à Esteban une chance d'invoquer le soleil. Bien que réticent, ce dernier réussit à dissiper les nuages, sauvant ainsi sa tête et celle de ses compagnons.
Les protagonistes sont ensuite invités à rester dans la cité, mais sous bonne garde. Mendoza, Pedro et Sancho partent à la recherche d'un moyen de s'échapper pendant que les enfants rencontrent Morca, la suivante de la reine des amazones. Celle-ci leur apprend qu'Omuro complote contre la reine et veut la sacrifier. Les enfants se rendent ensuite dans le temple du dieu de la pluie où ils découvrent un mécanisme (un totem avec un masque) capable de mesurer l'hygrométrie pour prévoir quand il pleuvra. Ils comprennent que c'est ainsi que la prêtresse Omuro « communique » avec le dieu de la pluie. Peu après, Omuro et Laoda arrivent dans le temple ; les enfants, cachés, les entendent annoncer leur intention de se débarrasser de la reine et de Morca. En sortant du temple, Tao modifie le mécanisme du dispositif de prédiction (il attache le masque par les cheveux pour qu'il reste en haut du totem), ce qui leur permettra de déjouer les plans de la prêtresse.
Les enfants retrouvent Mendoza qui leur dit que Pedro et Sancho ont trouvé une hache pour dégager le Grand Condor. Ils retournent au Condor mais sont de nouveau attaqués par l’anaconda du fleuve. Heureusement, Paola, une proche de la reine amazone, tue l'animal. Quand ils retournent à la cité, Paola est accusée d'avoir tué le protecteur de la cité. En effet le serpent géant empêchait le peuple des Seibon d'attaquer les Amazones. Dans le temple, Omuro découvre que le masque de la pluie est tout en haut du totem. Elle jubile, pensant qu'une pluie diluvienne va s'abattre sur la cité et menace la reine de voir la cité anéantie si elle ne sacrifie pas Morca aux dieux. La reine n'a d'autre choix que d'accepter. Mais la nuit, Omuro et Laoda voient le masque de la pluie tomber et se rendent compte que leur plan est compromis.
Au petit matin, la reine apprend que la prêtresse Omuro et Laoda ont rejoint les Seibon et qu'ils vont attaquer les Amazones. La reine est alors désespérée car elle avait juré sur le miroir de la Lune de ne plus partir en guerre. Zia note ce détail et demande à la reine de leur prêter ce miroir. L'objet, posé sur des canots, permet aux protagonistes de réfléchir la lumière du Soleil et ainsi de faire décoller le Condor. Ils se servent ensuite de l'engin pour effrayer les hommes de la tribu des Seibon, qui s'enfuient et laissent finalement les Amazones en paix.

### Palenque et le premier manuscrit

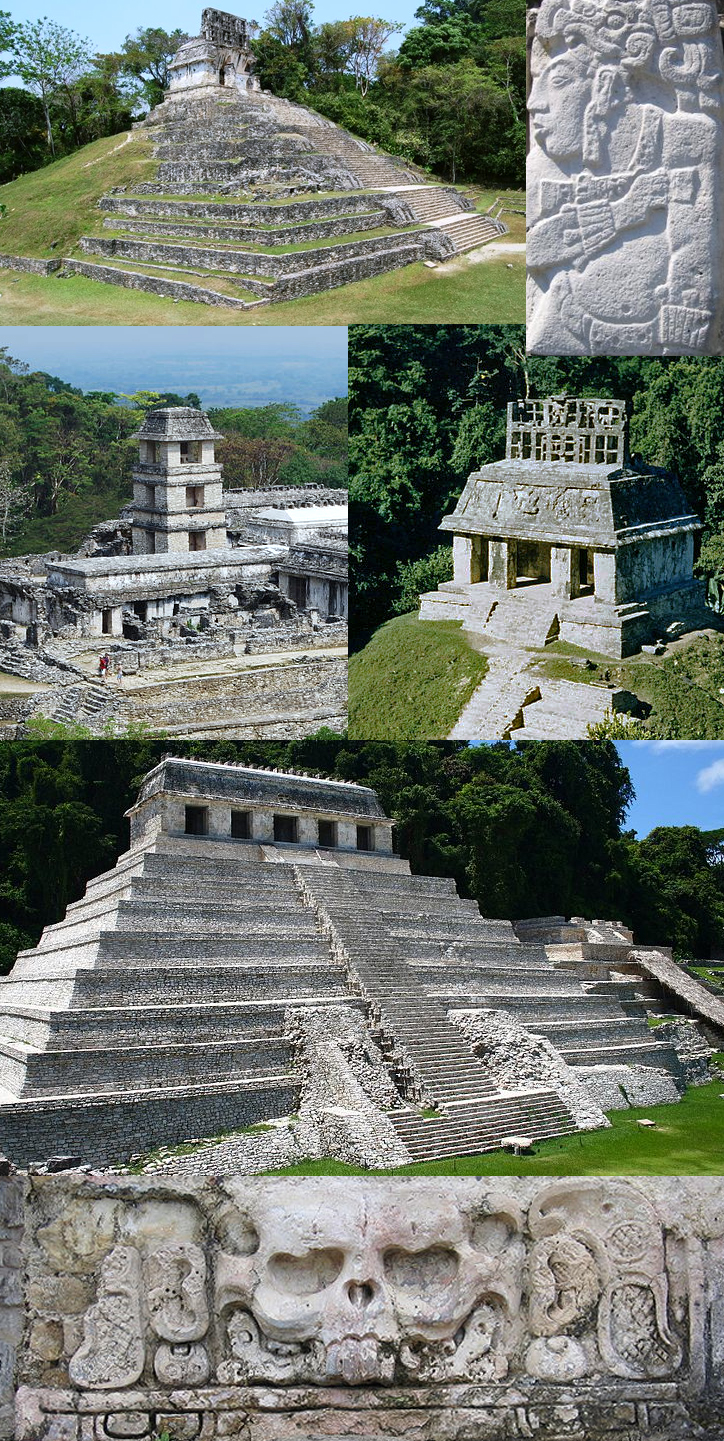
Les ruines de Palenque font référence aux premières ruines

Le Grand Condor traverse la mer de l’ouest. Alors qu'il survole la jungle du Mexique, le levier de commande ne marche plus et le Grand Condor s'écrase dans une grotte. Après avoir atterri, ils découvrent un tunnel secret. Il mène dehors. Après, les protagonistes se retrouvent dans les ruines de Palenque. Nos héros explorent cette ville ancienne.
Tao trouve des signes mû qu’il peut déchiffrer, ce serait un dieu, le serpent à plumes. Il part tout seul dans une ruine et lit des inscriptions, les protagonistes le retrouvent et regardent les inscriptions, mais Sancho et Pedro, ont activé un masque de jade vert, les murs du temple se mettent en mouvement. Nos héros en réchappent et sortent de la ruine, Tao a compris que les gens qui vivaient dans cette ville sont partis pour les cités d’or.
Le lendemain matin, Tao a encore disparu. Esteban et Zia doivent le retrouver comme hier: il est sûrement parti dans la ruine comme hier. Quand Mendoza, Sancho et Pedro se lèvent, ils entendent des bruits: ils sont espionnés par trois personnages. Tao lit des inscriptions sur les deux yeux du masque où il découvre le secret du Masque. Il a plu sur des dalles et ça déclenche un mécanisme qui ouvre un trou dans le sol. Peu après, les enfants ouvrent un faux cercueil qui contient un manuscrit. En sortant de la ruine, les enfants découvrent que Mendoza, Sancho et Pedro ont été capturés; les enfants sont à leur tour capturés. Une femme mystérieuse s’empare du manuscrit que Tao tient dans ses mains. Aussi, on s’empare du vase d’or que Tao avait; maintenant, les protagonistes sont capturés et enfermés dans l’une des ruines. 
Mendoza raconte aux enfants que cet homme, c’est Le Docteur qui était un compagnon d'Hernan Cortés avant l’arrivée de Pizarro. La femme, c’est Marinché qui a fait beaucoup de mal aux mayas et aux aztèques avec Cortés. Ils sont à la recherche des cités d’or. Tao demande l’aide de Pichu pour les aider, Pedro et Sancho distraient le soldat pendant que les enfants partent chercher le vase d’or de Tao. Esteban et Tao ont presque réussi à prendre le vase, mais sont repérés par les soldats. Le docteur s’appelle en fait Fernando Laguerra. Mendoza l’étrangle pendant que les enfants vont à la sortie, les enfants s’enfuient des ruines et Mendoza s’enfuit avec les deux marins dans la jungle. 
Sur la colline, Tao a failli perdre son vase, les enfants sont séparés des adultes et doivent quitter les ruines.

### Le pays maya: à la recherche des trois ruines
Pendant la nuit, Esteban, Tao et Zia aperçoivent un lac d’or, mais des indiens les accusent d’avoir souillé le lac sacré. Esteban et ses amis sont faits prisonniers, mais le Docteur, Marinché et Tétéola sont de retour. Le lendemain matin, une villageoise apporte de quoi manger à Esteban, Tao et Zia, et leur révèle qu'elle pense qu’un inca est passé par ce village. Tao envoie Pichu chercher Mendoza, Sancho et Pedro pour les libérer. 

Mendoza et ses deux marins aperçoivent Pichu et les enfants capturés. Au lac, après que le prêtre a jeté du sable d’or sur Torasshingo, tous les villageois lancent des pierres précieuses dans le lac. Marinché et le Docteur vont les empoisonner pour leur voler ces pierres précieuses, la cérémonie ayant lieu le lendemain. Mendoza, Sancho et Pedro veulent ces pierres précieuses mais doivent faire une brèche dans la digue pour inonder le village. Le soir, les enfants toujours prisonniers vont être sacrifiés, mais Esteban fait un trou dans la prison pour sortir avec ses deux amis. Marinché va subrepticement jeter du poison, quand il aperçoit Mendoza qui inonde le village. Les enfants s’en sortent et récupèrent le vase d’or ainsi que le manuscrit qui révèle où se trouvent les clefs des cités d’or. Sans pouvoir récupérer les pierres précieuses, les trois espagnols retrouvent les trois enfants et se mettent en route vers la deuxième ville. 

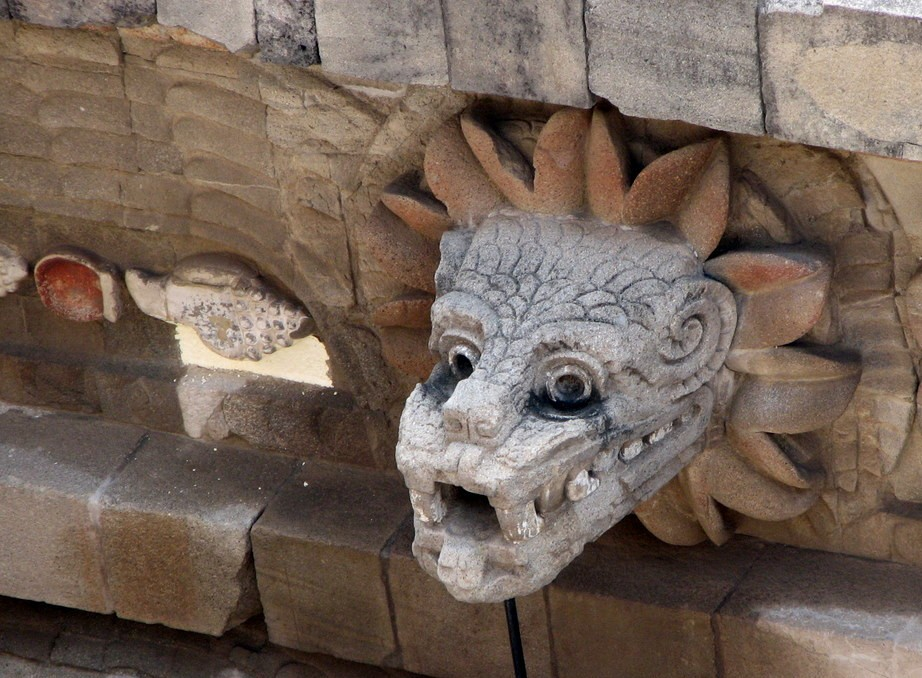
Le Serpent à plumes est un Dieu qui a créé une nouvelle capitale.

Les protagonistes traversent des montagnes où ils font une pause pour que Tao révèle ce qui est écrit dans le manuscrit. Ce dernier indique que le serpent ailé avait créé une nouvelle capitale à l’Est du marais du dieu de la pluie. Le groupe se remet en marche, mais le Docteur, Marinché et Tétéola tombent dans un ravin, poussés par l’aigle. Les autres sont contraints de les aider car Marinché connaît la région et peut les conduire à une prairie. Nos héros arrivent dans la prairie, et Marinché les laisse partir, prétextant qu'elle ne peut pas les suivre. 

Tombés dans le piège de Marinché, ils sont alors attaqués par des alligators. Après cette longue bataille, les protagonistes reprennent leur marche dans la jungle. Tao entend un bruit provenant d'une vallée, où nos héros manquent de se faire écraser par des rochers. Esteban et Zia aperçoivent un tunnel qui mènent à la deuxième ville, et trouvent le serpent à plumes. 

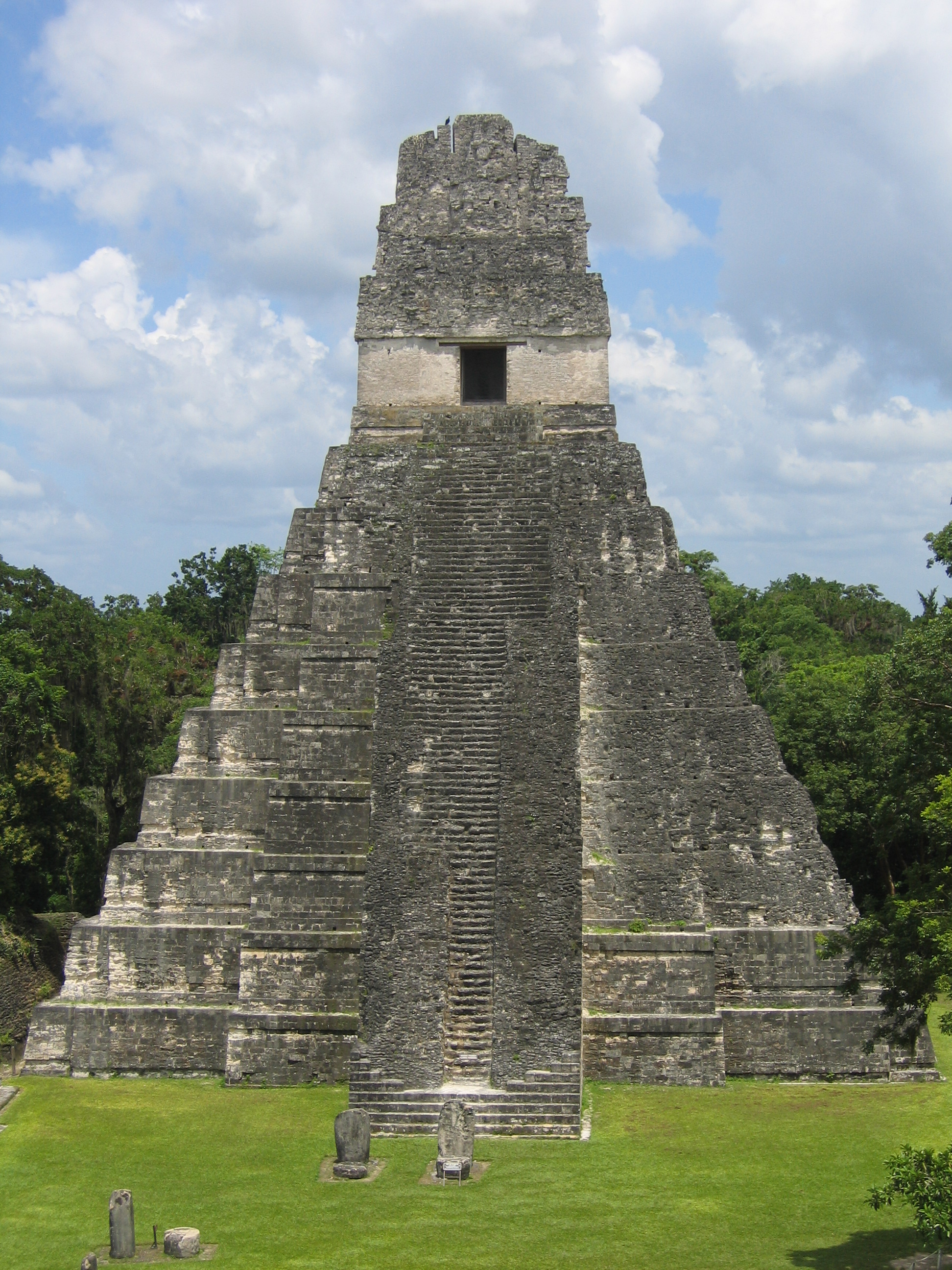
Les ruines de Tikal

 Nos héros se rendent dans une petite maison où il y aurait de l’or, mais Zia est capturée par le Docteur et Marinché qui les ont devancés. Tétéola capture les trois espagnols pendant que les enfants sont avec Marinché et le Docteur. En arrivant dans une ruine, le Docteur ordonne à Tao de lire ce qui est écrit sur le jaguar. Zia pense qu'il s'agit d'un système d’ouverture comme le masque de Jade ; Esteban essaie avec son médaillon alors que le soleil tombe sur le jaguar. Marinché et le Docteur trouvent le deuxième manuscrit, mais le mécanisme conçu par les mayas les enferme. Les enfants récupèrent le manuscrit tandis que Mendoza attache Tétéola. Le deuxième manuscrit révèle que la troisième cité se trouve dans une forêt de statues de pierres.
Le lendemain matin, les protagonistes s’apprêtent à partir vers les statues, quand ils apprennent que Tétéola a libéré le Docteur et Marinché. Nos héros doivent atteindre la forêt de statues avant qu’ils découvrent qu’ils les ont devancés. Plus tard, ils arrivent à une rivière et construisent un radeau, mais arrivent en vue de violents rapides et doivent les affronter. Après ce danger, Pichu prévient nos héros qu’ils arrivent à une chute d’eau.
Mendoza leur donne le moyen de ramer avec les mains vers la rive, mais le radeau est détruit par les rapides et le courant emmène Zia, Esteban, Tao et Mendoza vers la chute d’eau, tandis que Sancho et Pedro regagnent la rive. 
Plus tard, ils trouvent la forêt de statues. Mais Sancho et Pedro ont trouvé de l’or dans une grotte. Les protagonistes découvrent qu’ils sont arrivés à la troisième ruine et trouvent le troisième manuscrit qui déclenche un mécanisme. Le troisième manuscrit révèle qu’à l’ouest du Pays maya, il faut chercher un bouclier-fumant, qui serait une montagne où nicherait la cité d’or, où Zia finira par retrouver son père.
Après quelques heures de marche, les protagonistes arrivent à la montagne, qui fait briller le vase de Tao. Nos héros s’introduisent dans la montagne où ils voient un étrange cristal qui régit le vase d’or. Soudain, les protagonistes mis en alerte se séparent pour se cacher. Ils découvrent une salle où les enfants sont éblouis par la lumière du soleil et perdent connaissance. 
Après quelques heures de sommeil, Esteban se réveille pour savoir qui sont ces créatures. Ce sont des Olmèques qui ont besoin des enfants. Il y a Ménator, le chef des olmèques, et Calmèque, le bras droit de Ménator. Les infirmiers olmèques emmènent les enfants dans leur chambre.  Esteban pense que ces olmèques sont méchants et préparent un mauvais coup. Mendoza, Sancho et Pedro sauvent les enfants et s’enfuient vers la sortie. 
Dehors, ils sont en haut de la montagne et Mendoza comprend quelque chose en observant la forêt au loin. Il rappelle aux enfants l’atterrissage du Grand Condor dans les ruines de Palenque, puis tout leur parcours pour retrouver les trois parties du manuscrit. Pedro dessine avec son doigt le chemin qu'ils ont parcouru à pied pendant des jours, la troisième partie du manuscrit avait indiqué la montagne du bouclier-fumant qui est elle-même à une journée de marche de Palenque. Tout semble enfin logique, et Mendoza pense que les cités d’or sont quelque part autour des ruines. À ce moment-là, les Olmèques rattrapent le petit groupe.

### Nouveaux démêlés avec les Olmèques
Capturés de nouveau, nos héros sont amenés devant Calmèque, général dirigeant la base. Ce dernier les emmène devant la base de contrôle de la base, et leur explique rapidement comment ils utilisent les machines pour capter la lumière solaire. Cela fait, Calmèque les amène dans la salle où se trouve la sculpture étrange, et où Ménator, le chef des Olmèques, rencontre nos héros, et leur demande de coopérer. Dans la discussion, il demande à Tao comment ouvrir son vase, mais Tao répond qu'il n'en sait rien. En colère, Ménator ordonne à une jeune esclave d'emporter le vase et l'encyclopédie de Tao, à la colère de ce dernier. Aussitôt, une dizaine de soldats arrivent dans la salle pour emmener nos héros. Esteban tente de s'enfuir, mais est touché par un rayon lumineux, qui le plonge dans le coma.
Mendoza, Sancho et Pedro sont emmenés dans le réservoir d'évacuation des eaux usagées de la base, afin de nettoyer la cuve du réservoir d'évacuation.
Dans ses quartiers, Ménator reçoit Calmèque, et lui explique que ses remèdes de purification des cellules sont encore imparfaits. Il leur manque encore deux éléments : de l'or, en quantité, ce qui explique qu'ils recherchent également les cités d'or, et des cellules jeunes, qu'ils vont prendre aux enfants. Terrifiée, la jeune esclave entend tout cela, et décide d'aller les sauver, en allant demander l'aide des marins.
De leur côté, les enfants sont amenés de nouveau dans l'infirmerie, où ils sont placés dans des caissons d'hibernation. Esteban est toujours inconscient, et on explique à ses deux amis qu'il a été paralysé.
Dans le réservoir d'évacuation, Mendoza aperçoit que l'eau de la cuve s'évacue en passant par un petit tunnel, menant, d'après le responsable de la cuve d'évacuation, à la grotte par où ils sont entrés. Comprenant qu'il s'agit de leur unique chance de s'enfuir, Mendoza parvient à remonter discrètement, et assomme le responsable. Soudain, il est rejoint par la jeune esclave, maya, qui dit s'appeler Maïna. Sans perdre de temps, le marin s'élance à la poursuite des enfants.
Tandis qu'Esteban reprend lentement connaissance, lui et ses amis sont emmenés dans une chambre froide, afin d'être gelés, pour préserver leurs cellules.
Mendoza arrive à la colonne de cristal, et sabote le système de contrôle de la base, ce qui stoppe le processus de cryogénisation des enfants, et déclenche une alarme. Enfin, le marin parvient à libérer les enfants, et tous courent pour aller retrouver Sancho et Pedro.
Pendant ce temps, les Olmèques essaient de réparer leur système ce qui permet à nos héros de fuir discrètement, mais ils finissent par être repérés, et sont poursuivis. Arrivés dans la cuve du réservoir d'évacuation, ils retrouvent les deux marins, et Maïna, qui rend ses affaires à Tao (qui n'est d'ailleurs pas insensible à son charme). Sans attendre d'être rattrapés, tous s'élancent dans le tunnel, qui les mène dans la grotte. Sans attendre, ils se précipitent à l'extérieur.

### Le village du Nouveau Soleil
À peine quelques minutes après avoir quitté le Bouclier Fumant, nos héros sont pris en chasse par une centaine de soldats olmèques, dirigés par un général olmèque. Rapidement encerclés par leurs poursuivants, nos héros cherchent désespérément un moyen de s'enfuir, lorsque soudain... les Olmèques sont pratiquement tous abattus par une nuée de flèches, tirées d'on ne sait où. Terrifiés, les derniers soldats survivants s'enfuient vers leur base. Une fois sûr d'être maîtres de la situation, des dizaines de guerriers mayas sortent de leur cachette : ce sont eux qui ont sauvés nos héros. Ravie de les voir, Maïna se précipite vers le chef de la troupe, son fiancé, un dénommé Viracocha. Hésitant sur la conduite à tenir envers nos héros, il décide finalement de les traiter en ami, et les amène dans son village, le village du Nouveau Soleil. En chemin, il explique à nos héros que c'est le chef du village, un homme ayant beaucoup voyagé, qui a construit le village, et décidé son emplacement. Intrigué, Mendoza laisse échapper qu'il aimerait beaucoup rencontrer le chef, mais Viracocha refuse.
Soudain, la petite troupe arrive enfin au village : immense, ce dernier se trouve au cœur d'une vallée, entourée par d'immenses montagnes, ce qui le rend très difficile d'accès. Une fois arrivés, nos héros sont amenés dans une grange, où ils se restaurent pour la première fois depuis longtemps.
Non loin de là, dans la montagne du Bouclier Fumant, le général olmèque fait son rapport à Ménator, qui ordonne que l'on attaque et pulvérise le village. Peu de temps après, il reçoit la visite de guetteurs olmèques, qui ont capturé Marinché, Fernando Laguerra et Tétéola. En échange de leur liberté, ces derniers décident d'offrir le Grand Condor aux Olmèques.
Au village du Nouveau Soleil, nos héros passent chacun leur après-midi d'une manière différente. Le soir, ils sont emmenés dans une cabane, qui est par la suite fermée à clef. Hélas, la nuit, Sancho et Pedro décident de sortir discrètement, et d'aller interroger le chef du village, au sujet des cités d'or. Malheureusement, par inadvertance, ils cassent le toit de la maison du chef, et sont aussitôt arrêtés, et emmenés de nouveau dans la cabane, sous bonne garde. Furieux, Mendoza et les autres les réprimandent, quand soudain, un maya vient avertir Viracocha que les Olmèques ont découvert une immense statue en or. Très inquiets, nos héros décident de s'enfuir, et d'aller reprendre le Grand Condor. Pour cela, ils incendient la cabane, et sortent à l'air libre. Là, ils sont confrontés aux gardes. Près de là, Maïna parle de ses nouveaux amis (les enfants) au chef du village, son père adoptif, qui est stupéfait d'apprendre que Zia, qui n'est autre que sa fille, se trouve dans le village. Aussitôt, Maïna sort, et crie à Zia de revenir, mais celle-ci n'entend pas, et s'enfuit dans la forêt avec Esteban et Tao.

### Décès de Papacamayo, et début de la guerre
Après une longue marche dans une forêt, les héros finissent par arriver près des premières ruines, où les Olmèques étaient en train de remonter le Grand Condor, toujours coincé au fond de la fosse des Mayas. Là, ils retrouvent Gaspard et Gomez, qui avaient survécu à leur chute près du Vieux Pic. Contre toute attente, les deux soldats espagnols acceptent de les aider à affronter les soldats olmèques. Grâce aux munitions de Gomez, et à la ruse de Tao, tous parviennent à grimer un chariot en un monstre terrifiant, qui effraye les Olmèques, leur permettant de regagner le Condor. Après avoir affronté les Olmèques de garde, les héros peuvent enfin entrer dans la cabine de pilotage du Grand Condor, et décoller. Malheureusement, ils sont obligés d'abandonner Gomez et Gaspard, qui n'avaient pas eu le temps de rentrer.
Au village du Nouveau Soleil, Maïna apprend à tout le monde que Papacamayo est le père de Zia. Apprenant cela, Viracocha décide de s'allier avec Mendoza, Sancho et Pedro, pour vaincre les Olmèques. Alors qu'ils venaient de sceller cette alliance, un messager vient les avertir de l'attaque des Olmèques. Sans perdre de temps, et se voyant encerclés, les Mayas construisent une palissade, ce qui empêche les Olmèques de passer. Furieux, Calmèque ordonne aux archers olmèques de tirer des flèches enflammées sur celle-ci, ce qui la réduit rapidement en cendres. Sans attendre, les Olmèques entrent dans le village, et vont affronter les Mayas. Malheureusement, au cours de la bataille, Papacamayo est grièvement blessé, la poitrine transpercée d'une flèche. Alors que tout semblait perdu, le Condor se profile à l'horizon, et chasse les Olmèques. Hélas, Papacamayo décède peu après, juste après avoir révélé à tous l'emplacement de Tseila, la première des sept cités d'or : au croisement des lignes formées par le Bouclier Fumant et les trois cités en ruine.
Après une nuit de deuil, les habitants envoient Esteban, Tao et Viracocha chercher les chefs de autres villages mayas, qui finissent par aller les retrouver. Tous réunis, les Mayas se préparent à lancer une attaque de grande envergure contre les Olmèques.

### La grande bataille
Le lendemain du décès de Papacamayo, les guerriers mayas se regroupent dans la forêt, et se préparent à la guerre. Sous les ordres de Mendoza, une partie des soldats abattent des arbres, et fabriquent des machines de guerre.
Près de là, Viracocha lance l'attaque, avec les guerriers mayas sous ses ordres, et tous s'élancent en direction du Bouclier Fumant. Rapidement repérés, les Mayas se retrouvent face aux soldats olmèques, et les combattent sans craindre pour leur vie. Les Olmèques, bien qu'étant d'excellents combattants, sont en infériorité numérique, et ne tardent pas à devoir battre en retraite. Apprenant cela, Ménator ordonne à ses hommes de retourner au combat, et de repousser l'attaque. Aussitôt, le système de protection du Bouclier Fumant se met en place, et fait jaillir de la montagne des jets de boue, qui repoussent les attaques mayas. Vulnérables, ces derniers se font tirer dessus par les archers olmèques, et manquent de tous périr. Viracocha lui-même est obligé de se retirer, après avoir été sauvé par Chiholtorum.
Alors que tout semblait perdu pour les Mayas, le sol se met à trembler, et les deux tours d'assaut de Mendoza arrivent, tirées par les Mayas qui étaient sous ses ordres. Ravis, l'ensemble des guerriers mayas, Maïna et Viracocha montent dans les tours, et s'élancent de nouveau à l'attaque. Grâce à la protection que leur offre les deux tours, les attaquants parviennent à s'approcher du Bouclier Fumant, lorsque soudain, la première tour est atteinte par un jet de flamme, et s'embrase immédiatement. Soudain, le Grand Condor (chargé de paniers) piloté par Esteban, arrive pour les aider, et déverse sur les Olmèques le contenu des paniers : des centaines de pierres. Cette aide inattendue permet aux Mayas de reprendre l'avantage, et bientôt, les Olmèques vaincus s'enfuient tous, pour aller se réfugier au cœur de la montagne, poursuivis par certains mayas. Ne pouvant rien faire de plus, Esteban, Zia et Tao se posent près de la montagne.
Après quelques minutes d'attente, nos héros sont rejoints par Gaspard et Gomez, qui leur propose une nouvelle fois de s'associer à eux, persuadés que les cités d'or se trouvent dans le Bouclier Fumant. Ne voulant évidemment pas entrer dans la montagne, nos héros sont capturés par les deux anciens conquistadores, qui les emmènent dans la base olmèque d'Apuchi, sous les yeux de certains mayas, qui n'interviennent pas, pensant Gaspard et Gomez amis de Mendoza, Sancho et Pedro. Très inquiets en apprenant cela, les trois marins se lancent à leur poursuite. Arrivés dans la montagne, le petit groupe comprenant nos héros et leurs geôliers rencontre un hologramme de Ménator, qui guide les deux Espagnols vers le sous-sol de la base, affirmant que c'est là l'emplacement des cités d'or. Une fois arrivé dans la salle d'audience de Ménator, ce dernier apparaît en chair et en os, et affirme que la grande statue olmèque est en fait la porte de la cité d'or. Furieux, Esteban lui crie qu'il ment, et que la cité d'or ne se trouve pas ici. Sûr, désormais, que le jeune garçon connaît l'emplacement de Tseila, Ménator dévoile son jeu, et ordonne à Calmèque et à ses hommes de capturer les enfants, et de tuer les marins. Ces derniers sont sauvés par Mendoza, qui menace Calmèque de son épée. Malheureusement, au cours de l'agitation, Zia est enlevée, et mise en sureté par Ménator, rejoint par Calmèque. Sous la pression de l'Olmèque, Esteban révèle l'emplacement de la cité, et, soudain, la base tout entière est traversée par un grondement sourd. La statue en bas-relief cachait en fait une arme olmèque : une machine volante. Nos héros se dépêchent de sortir de la base, et voient la machine olmèque émerger lentement de la montagne.

### Duel aérien et recherches de la cité d’or
Aussitôt, la machine volante olmèque se précipite vers nos héros, et tente plusieurs fois de les carboniser, à l'aide d'un rayon laser surpuissant. Aussitôt, Esteban décide de rejoindre le Grand Condor, afin d'aller éloigner les Olmèques, et de libérer Zia. Aidé de Tao et de Mendoza, le jeune garçon rejoint son engin volant, et part à l'attaque de la machine olmèque.
D'abord surpris de voir le Condor, Ménator examine ce dernier. Certain, désormais, que l'engin volant ne possède pas d'arme, le vieux roi des Olmèques s'arrange pour que nos héros voient Zia à ses côtés, et ordonne à Calmèque de les faire atterrir de force. Malgré les supplications de Zia, Calmèque ordonne à ses hommes de rejoindre leur poste de combat. Voyant que ses poursuivants se préparent à les combattre, Esteban décide de prendre une certaine distance avec la machine volante, et parvient à esquiver la nouvelle attaque. Suivant toujours le Condor, la machine manque par la suite d'écraser les mayas. Afin de protéger ces derniers, Mendoza et Tao ordonnent à Esteban de s'éloigner du Bouclier Fumant, et de survoler la forêt.
Après quelques minutes de poursuite, Esteban accélère. Soudain, nos héros regardent en arrière, et ne voient plus rien. Persuadés d'avoir enfin semé les Olmèques, Tao soupire de soulagement, lorsque soudain, la machine réapparait, plus près du Condor que jamais. Comprenant qu'il leur est impossible de les semer, Esteban décide de jouer le tout pour le tout, confie les commandes du Condor à Tao, et saute sur le toit de la machine olmèque. Cependant, Tao décide de le suivre, laissant les commandes à Mendoza, qui ne parvient pas à piloter le Condor, qui se crashe dans la jungle. De leur côté, les deux garçons atterrissent brutalement sur le toit de la machine, et parviennent à entrer dans celle-ci en passant par une petite porte. La machine atterrit près du Condor.
Sous les ordres de Ménator, les Olmèques du groupe de recherche descendent de la machine, et partent chercher nos héros (qu'ils pensent encore dans le Condor). Malheureusement pour eux, les Olmèques ne parviennent pas à retrouver les enfants (Mendoza s'était enfui dans la forêt), et en informent leurs supérieurs. Furieux, Calmèque et Ménator ordonnent aux pilotes de la machine volante olmèque de décoller, et de détruire le Condor. Heureusement, Esteban et Tao arrivent à ce moment-là dans la salle de contrôle, et assomment les pilotes, les empêchant d'exécuter leur besogne. Ne pouvant résister à l'envie de piloter la machine, Tao la fait décoller brutalement, ce qui fait tomber Calmèque et Ménator. Furieux, ce dernier ordonne à Calmèque de lui amener les responsables. Le commandant descend, et se retrouve devant les deux enfants. Sans perdre de temps, il ordonne aux deux pilotes (qui venaient de se réveiller) de capturer Tao, tandis que lui-même se lance à la poursuite d'Esteban.
Finalement, ce dernier arrive dans la salle de commandement, et retrouve Zia, qui bloque ses poursuivants. Ravi de revoir le jeune garçon, Ménator ordonne à Calmèque de détruire la porte, mais Esteban, décidé à ne pas se laisser de nouveau capturer, brise la vitre de la salle, et saute avec Zia dans un grand lac.

### Tseila et départ en quête des autres cités d’or
À cause de leur chute, les deux Élus ne parviennent pas à regagner la rive, et s'évanouissent. Heureusement, le courant les amène sur une petite île, où ils sont retrouvés par une demi-douzaine de personnages étranges. La nuit tombée, Ménator ordonne à ses soldats de faire le tour de l'île, certain que c'est ici que se trouvent les cités d'or. Cette nouvelle étonne Calmèque, mais Ménator lui rappelle qu'Esteban avait dit que la première cité d'or se trouvait au croisement des lignes formées par le Bouclier Fumant et les trois cités en ruine, et que cette île est le seul lieu correspondant.
Quelques heures plus tard, Esteban et Zia se réveillent dans une chambre souterraine, où ils rencontrent un homme, qui les informe être le Grand prêtre de Tseila, la cité d'or. Sans faire attention à leur air stupéfait, le Grand prêtre les conduit vers ce qu'il dit être la porte de la cité d'or. En chemin, ils passent par une grande bibliothèque, où, selon le prêtre, un exemplaire de chaque ouvrage écrit par l'homme est conservé. Soudain, l'un des gardiens de la cité vient les avertir de l'approche de la machine olmèque. Le Grand prêtre, malgré les conseils des enfants, décide de sortir les accueillir, et fait ouvrir la grande porte.
Voyant Esteban et Zia, Ménator commence à torturer Tao, toujours prisonnier, en le jetant brutalement contre une falaise. Voyant cela, Esteban décide de céder aux exigences des Olmèques, et accepte de conduire Calmèque et quatre soldats à la cité, en échange de la vie et de la liberté de son ami. Furieux, Ménator accepte cependant, et n'envoie que 4 soldats (plus Calmèque), comme convenu. Une fois à l'intérieur, le Grand prêtre raconte à tout le monde le déroulement du conflit entre l'empire de Mu et l'Atlantide, guerre ouverte ayant vue la fin de ces deux civilisations très avancées technologiquement. Peu ému par ce discours, Calmèque ordonne aux enfants d'ouvrir la porte de la cité d'or. Lentement, les deux pans de porte s'ouvrent, révélant enfin la cité d'or.
Maintenant que Calmèque a accès à la cité, Esteban exige que Tao soit libéré, mais l'Olmèque refuse, et sort son arme. Heureusement, nos héros sont sauvés par Mendoza (qui venait de rejoindre la cité), qui place son épée sous la gorge de l'Olmèque, et obtient la libération de Tao. Soudain, un grand bruit se fait entendre : la machine volante olmèque se divise en cinq parties, qui attaquent simultanément la porte permettant d'accéder à l'intérieur de l'île, et s'engage dans les couloirs, vers la cité d'or. Profitant de cette diversion, Calmèque et ses hommes s'élancent vers la tour principale de la cité, et montent les escaliers permettant d'accéder au sommet de la tour. Arrivés en haut, leur progression est stoppée par le Grand prêtre, qui les implore de cesser la violence. Calmèque feint d'accepter, le temps pour la machine olmèque d'entrer dans la cité, avant de poignarder le prêtre, qui s'effondre, grièvement atteint. Sans s'émouvoir, Calmèque continue son avancée, et entre dans la tour.
À l'extérieur de cette dernière, nos héros tentent de rattraper l'Olmèque, et mais se retrouvent confrontés aux soldats, qui finissent par périr jusqu'au dernier. De leur côté, Esteban, Zia et Tao se précipitent vers le prêtre agonisant, et l'aide à se relever. D'une voix brisée, le prêtre les informe que le dôme de la cité s'effondrera sur celle-ci lorsque Calmèque s'emparera du Grand Héritage. Justement, Calmèque arrive dans une vaste salle, remplie de machine, et s'empare d'un plan, qui lui indique comment procéder pour faire apparaître l'objet convoité. Après avoir suivi les instructions, Calmèque se retrouve devant le Grand Héritage, vaguement semblable à un grand sablier, dont le centre est occupé par une colonne de verre. Soudain, il s'aperçoit étonné que la colonne est évidée en une forme étrange, semblable à celle du vase de Tao. Sans plus s'inquiéter de cette ressemblance, il s'empare du Grand Héritage.
Aussitôt, le dôme couvrant la cité s'ouvre, et fait s'écrouler la montagne de l'île sur la cité, ce qui détruit de nombreuses maisons d'or. Ravi, Ménator ironise qu'il peut désormais observer la cité dans toute sa splendeur. Lentement, des panneaux solaires apparaissent, et reflètent la lumière du soleil. Soudain, comme jadis avec la voile du Solaris, un rayon laser jaillit de chaque panneau, et transperce la machine volante, qui explose sur le coup, avant de s'écraser, tuant pratiquement tous les Olmèques sur le coup.
Terrifié, Calmèque sort à ce moment même, et s'élance vers les débris fumants. Soudain, une voix mourante l'appelle : c'est Ménator, seul survivant de la catastrophe. Grièvement blessé, le vieux roi demande à son bras droit de le ramener au Bouclier Fumant, désormais qu'ils ont le Grand Héritage en leur possession. Lentement, les deux Olmèques entrent dans ce qu'il reste de la machine olmèque, qui décolle, et part vers leur base. Ignorant la survie de leurs ennemis, nos héros retrouvent tous leurs amis mayas, et examinent la cité avec bonheur, certain que tout danger est désormais écarté.
De leur côté, Gaspard et Gomez arrivent à la cité d'or, et s'épuisent à ramasser le plus de richesses possible. Près de là, nos héros s'interrogent au sujet du Grand Héritage, se demandant comment faire pour le récupérer. En voyant le vase de Tao, le Grand prêtre, étonné, explique qu'il s'agit en fait de la "clef de sureté" du réacteur solaire.
Dans leur base, les deux Olmèques survivant décident de passer à l'acte immédiatement. Sous les ordres de Ménator, Calmèque arrache les protections de la base de contrôle de la colonne de cristal, et se glisse au centre de celle-ci. Ensuite, il prend le Grand Héritage, qu'il place au milieu de la colonne, ce qui relie les artéfacts muen et olmèque.
Soudain, le vase de Tao se met à briller d'une manière tout à fait nouvelle. Très inquiet, le Grand prêtre explique que les Olmèques ont utilisé le Grand Héritage, et que ce dernier va s'enfoncer jusqu'au noyau de la Terre, en faisant fondre chacune des couches de l'écorce terrestre, ce qui détruira alors la planète. Soudain, Pichu crie à tout le monde qu'un danger les menace, et un tremblement de terre secoue la région. Comprenant que ce qu'il redoutait était arrivé, le Grand Prêtre décide de se rendre au Bouclier Fumant. Aussitôt, les Mayas lui construisent une civière, et le portent jusqu'à la montagne.
Dans cette dernière, le sol se met à trembler, et la base commence à s'effondrer. Terrifié, Calmèque supplie son maître de lui dire quoi faire, mais Ménator a poussé son dernier soupir. Impuissant, l'Olmèque se fait emporter avec le reste des machines dans les entrailles de la terre.
De son côté, Mendoza reste en arrière, pour retourner à la cité. Soudain, il aperçoit les gardiens de celle-ci, observer ce qu'il reste de Tseila. Intrigué, il leur demande ce qu'ils font encore ici, au lieu d'accompagner le Grand prêtre. D'un air légèrement méprisant, les gardiens lui répondent qu'il ne s'agit en réalité pas du réel Grand Prêtre, qui a été enterré près de la bibliothèque. Furieux d'apprendre cela, Mendoza ordonne aux gardiens de s'exprimer, et de révéler qui est l'homme se faisant passer pour lui. Les hommes lui répondent qu'il s'agit du Prophète Voyageur, et Mendoza comprend qu'il s'agit du père d'Esteban. Désappointé, il demande aux gardiens de ne rien révéler au jeune garçon.
Près du Bouclier Fumant, le Prophète Voyageur (puisqu'il s'agit de lui), demande aux Mayas de s'arrêter loin de la montagne. Aux enfants étonnés d'une telle demande, il leur montre des centaines cadavres d'animaux décédés, tout autour de la montagne, et explique qu'ils ont été empoisonnés par les gaz toxiques dégagés par le Grand Héritage. Après avoir fait d'émouvants adieux à Esteban, le prêtre s'éloigne vers la montagne, à la poursuite du réacteur solaire. Soudain, de nouveaux tremblements de terre se font entendre, et de gigantesques failles apparaissent. Terrifiés, tous fuient vers la cité. Là, Gaspard et Gomez tentent de quitter l'île à bord de l'une des barques des gardiens, mais sombrent avec leur or. Lentement, le lac de la cité commence à se vider, et la cité se détruit intégralement. Au même moment, le Prôphète Voyageur atteint le Grand Héritage, et parvient à y insérer le vase de Tao, mais se fait gravement irradier, et tombe au sol...
Quelque temps après la catastrophe, Sancho et Pedro se lamentent de n'avoir rien pu sauver de la cité. Avec un air conspirateur, Mendoza les amène jusqu'à un buisson, et révèle... un grand sac d'or, volé dans la cité avant qu'il ne rencontre les gardiens. Décidés à quitter l'Amérique, les marins demandent à Esteban de les ramener à bord du Grand Condor, mais ce dernier décide de repartir avec ses deux amis à la recherche des six autres cités. Finalement, enfants et adultes se donnent rendez-vous à la taverne de Barcelone, là où tout a commencé. Sous les acclamations des Mayas, le Condor décolle, et s'envole vers « la Mer de l'Ouest ». Après avoir survolé le pays inca, l'engin volant part vers l'Atlantique, pour de nouvelles aventures…

## Fiche technique

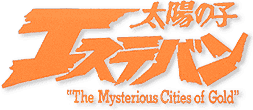
Logo japonais de la série.

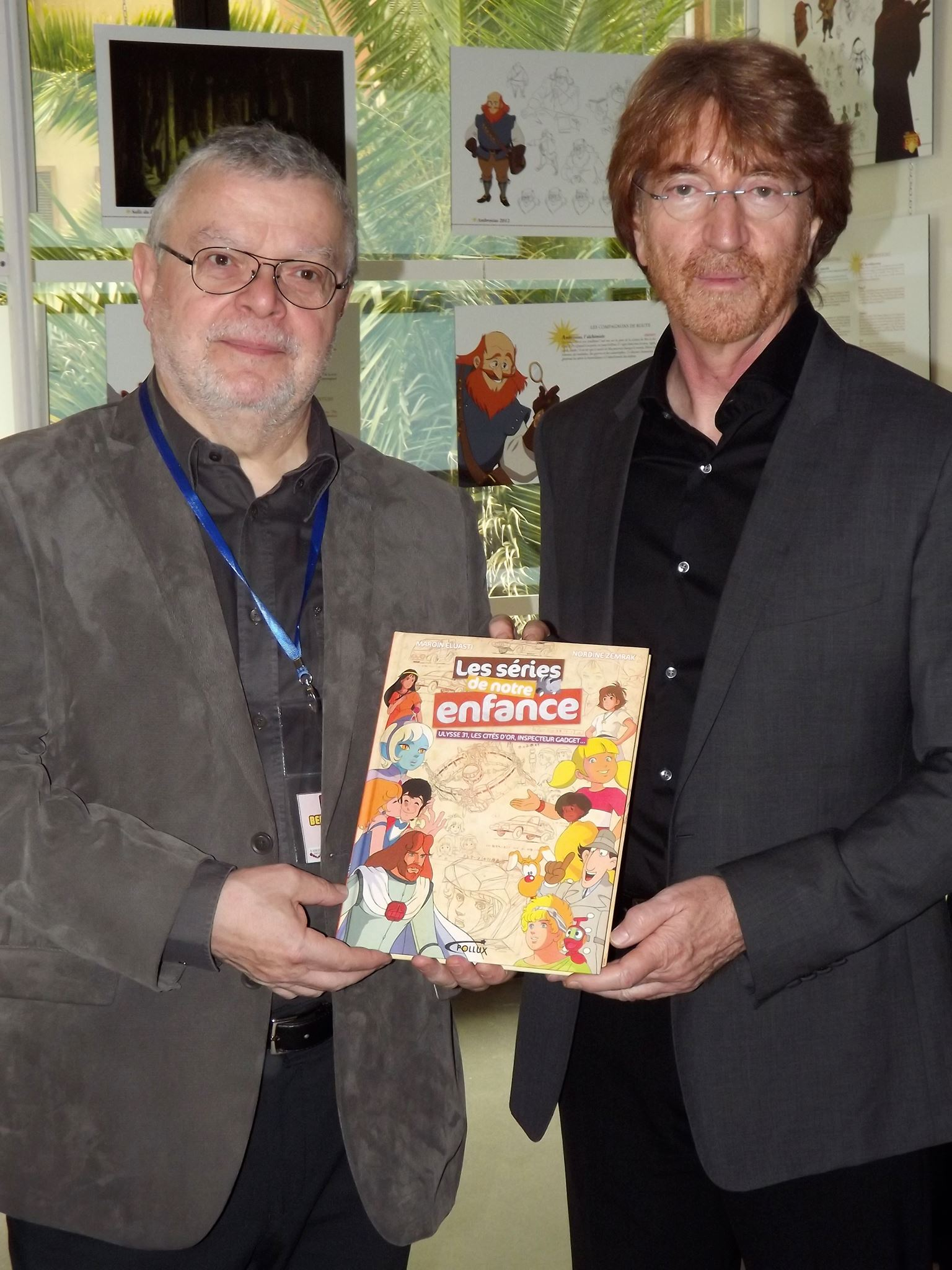
Bernard Deyriès et Jean Chalopin tenant l'ouvrage de Maroin Eluasti et Nordine Zemrak, Les séries de notre enfance : Ulysse 31, Les cités d'or, Inspecteur Gadget
(convention Cartoonist, Nice, 2013).

- Titre français : Les Mystérieuses Cités d’or
- Titre japonais : 太陽の子エステバン (Taiyō no ko Esuteban)
- Direction de la production : Katsuhiko Fujita, Kenichi Murakami, Kenichi Maruyama (NHK)[11]
- Production de l'animation : Tadayoshi Watanabe (MK, Japon)[11]
- Supervision de l'animation : Hisayuki Toriumi (Pierrot)[11]
- Réalisation de l'animation : Bernard Deyriès et Édouard David (DIC)[11]
- Scénario : Mitsuru Kaneko, Mitsuru Majima et Sôji Yoshikawa (Japon) ; Jean Chalopin et Bernard Deyriès (France) d'après La Route de l'or de Scott O'Dell
- Direction artistique : Takashi Nakamura
- Conception graphique des personnages : Toshiyasu Okada (Pierrot)[11]
- Animation : Mitsuki Nakamura, Yoshiteru Kobayashi, Hisatoshi Motoki, Takemi Tanemoto pour le studio Pierrot
- Photographie : Akio Wakana
- Effets sonores : Ryuichi Wakui et Masao Tanaka
- Montage : Tetsuo Matsumoto ; Claudio Ventura (musique, version française)
- Musique : Nobuyoshi Koshibe (version japonaise) ; Shuki Levy et Haim Saban (version française), Jacques Cardona (paroles du générique)
- Production : Max Saldinger, Kanae Mayuzumi, Atsumi Yajima assistés de Suzanne Remiot et Laurent Omont
- Sociétés de production : DIC et MK ; RTL, NHK et Antenne 2 (coproduction)
- Pays d'origine :  France /  Japon /  Luxembourg
- Nombre d'épisodes : 39 (1 saison)
- Durée : 28 min.
- Dates de première diffusion :
  -  Japon : 29 juin 1982
  -  France : 28 septembre 1983

Note : La série étant une production franco-japonaise, les génériques japonais et français ne font pas apparaître les mêmes informations selon le générique français et le site du Studio Pierrot.

## Distribution

### Voix françaises
- Jackie Berger : Esteban
- Isabelle Ganz : Zia
- Odile Schmitt : Tao
- Jean-Claude Balard : Mendoza
- Francis Lax : Sancho
- Jacques Ferrière : Pedro
- Pierre Garin : Gaspard
- Pierre Hatet : Gomez
- Georges Atlas : Alvarez / Kuruga / Chiholtorum
- Annie Balestra : Yacuma
- Jean Berger : le père Rodriguez
- René Bériard : Ménator
- Teddy Bilis : Pacha
- Régine Blaess : Marinché (voix 3)
- Denis Boileau : Waïna
- Jocelyne Darche : la reine Saba
- Albert Augier : un moine (épisode 1) / un marin (épisode 7)
- Marc François : le soldat (épisode 10)
- Michel Gudin : le docteur Fernando Laguerra
- Hervé Jolly : Calmèque / Salmèque
- Henri Labussière : Mayuca / Papacamayo
- José Luccioni : Viracocha / Kaola
- Roger Lumont : Perez / Kraka
- Yves-Marie Maurin : Toaka
- Martine Messager : Paola
- Céline Monsarrat : Lana
- Séverine Morisot : Maïna / Morka
- Hubert Noël : Pichu / Tétéola
- Robert Party : Yupanqui / le Prophète voyageur
- Patrick Poivey : le soldat (épisode 9)
- Sady Rebbot : Gomez (voix de remplacement)
- Lita Recio : Omuro
- Anne Rochant : Marinché (voix 1)
- William Sabatier : Francisco Pizarro
- Marie-Françoise Silière : Loka
- Jane Val : une femme (épisode 25)
- Bernard Woringer : Sabal
- Évelyne Séléna : la narratrice (résumés des épisodes)
- Jean Topart : le narrateur (reportages)
- Roger Carel : la voix du marin japonais interviewé dans un reportage (épisode 4)
- Michel Paulin : la voix-off au début du générique

Version française réalisée au studio START.

## Personnages

### Personnages principaux
- Esteban : Mendoza le sauve du naufrage du navire de son père alors qu’il est tout jeune enfant[13]. Orphelin ramené à Barcelone, il est recueilli par le père Rodriguez. Mendoza convainc l'enfant d’embarquer sur l’Esperanza, le navire de l’Armada espagnole. Pour tous, Esteban est le « fils du Soleil », capable d’« invoquer » l’astre solaire. Il porte une partie d’un médaillon du Soleil, la partie amovible ayant été conservée par Mendoza après que ce dernier lui sauva la vie. Bien qu'étant sujet à des vertiges (qui disparaissent au cours de la première saison), Esteban se révèle un jeune garçon d'un grand courage, parvenant à surmonter ses peurs à de très nombreuses reprises. D'une grande gentillesse (bien que d'un caractère affirmé) et d'un altruisme à toute épreuve, il pense d'abord aux autres avant de penser à lui. Il tient énormément à ses amis, notamment à Zia. Il considère Mendoza comme une sorte de mentor, ce qui touche ce dernier.

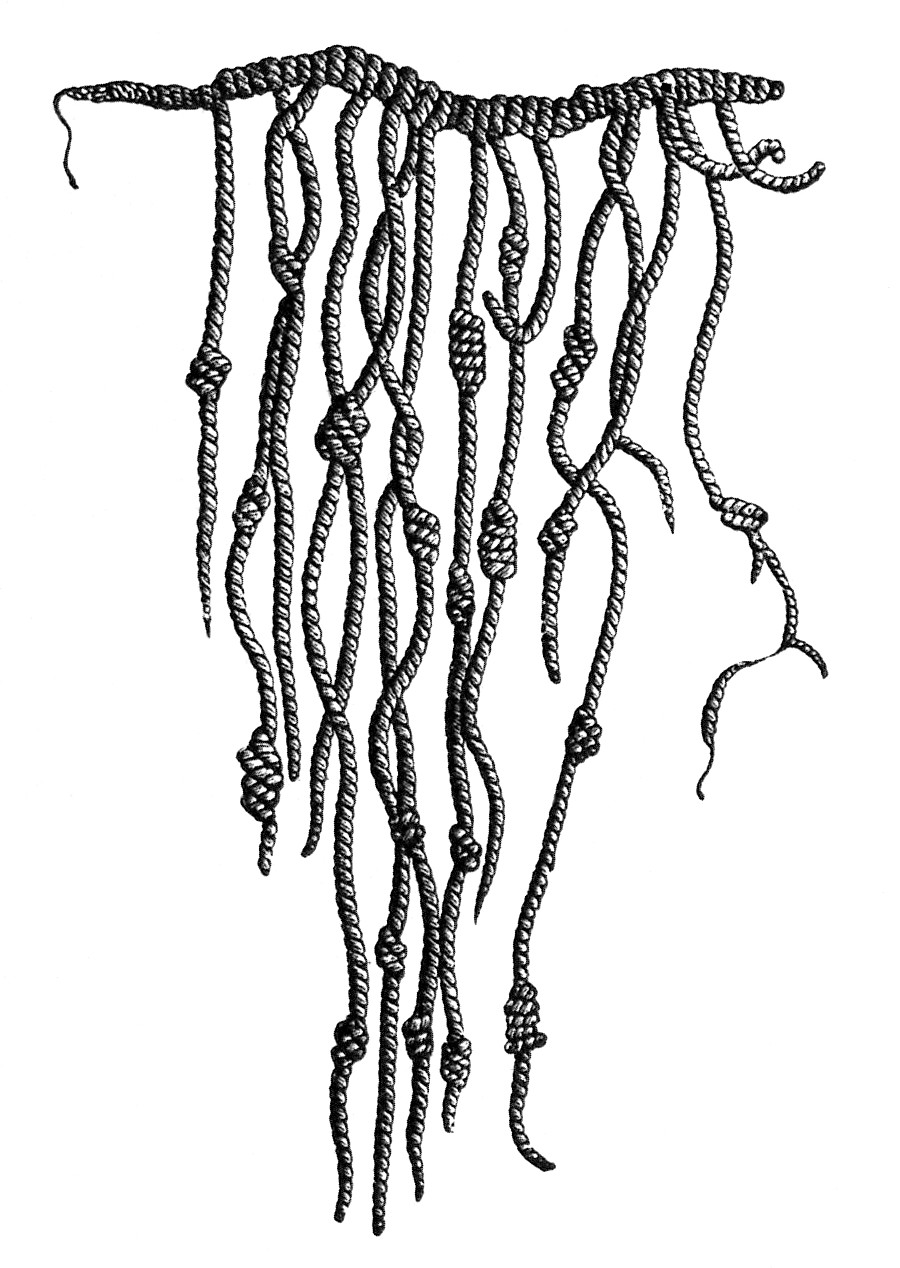
Un quipu.

- Zia : jeune Inca envoyée à la cour d'Espagne par Francisco Pizarro après sa capture dans un village des Andes. Pizarro ordonne par la suite de la ramener au Pérou car elle seule est en mesure de déchiffrer le quipu d’or qu'il détient. D'une nature plutôt discrète, elle est d'une très grande sensibilité et voue une amitié profonde à Esteban et à Tao. Elle n'a pas confiance en Mendoza (qui l'a enlevée) ni aux adultes espagnols en général. Courageuse, elle est prête à se sacrifier pour empêcher Pizarro de mettre à sac le village de ses parents. Zia porte également un médaillon du Soleil.
- Tao : jeune descendant de la civilisation de Mu. Depuis la mort de son père, il vit seul aux îles Galápagos et y croise le chemin de Zia, dont la date de la venue était annoncée par une légende. Les trois enfants se retrouvent ensuite et découvrent ensemble le Solaris, un vaisseau bénéficiant de la technologie avancée du peuple de Mu. Toujours accompagné de son perroquet Pichu, Tao conserve précieusement deux legs de ses ancêtres : une encyclopédie reliée et un vase hermétique en or qu'il transporte dans un baluchon. Particulièrement débrouillard et inventif, signe d'une grande intelligence, il est le plus vif des trois enfants et trouve souvent les astuces et solutions qui permettent à l’équipe de se sortir des mauvais pas. Il est réservé quant aux actions des trois adultes, dont il se méfie.
- Pichu : perroquet compagnon de Tao, ses plumes sont vertes, son bec est jaune. Il sert toujours d'alarme en criant : « Alerte ! Alerte ! » à chaque fois qu'un danger approche. Il a beaucoup de caractère et aime les enfants.
- Mendoza : duelliste émérite, marin courageux et navigateur hors pair — formé jadis par l'explorateur portugais Magellan —, Mendoza est un charismatique aventurier espagnol. Le personnage paraît ambigu, capable d'un acte héroïque (le sauvetage du nourrisson Esteban) mais demeurant essentiellement motivé par le désir de découvrir les cités d'or. Ainsi, il n'hésite pas à enlever Zia à Barcelone afin de la ramener avec lui dans le Nouveau Monde pour le compte du gouverneur Pizarro. En outre, Mendoza se montre fondamentalement indépendant, tirant souvent son épingle du jeu grâce à divers arrangements retors avec l'armée espagnole ou en parlementant de manière intéressée avec les personnes qu'il croise. Au-delà de ses qualités et de ses défauts, le navigateur s'avère être un allié précieux d’Esteban et son attachement vis-à-vis des enfants ne fera que croître lors de leurs aventures communes.
- Pedro et Sancho : deux marins espagnols, les équipiers de Mendoza forment un duo comique par leur allure et leur comportement. Pedro le grand maigre, et Sancho le gros bègue, sont des acolytes couards, cupides, paresseux et maladroits. Toutefois, ils savent se rendre utiles à l'occasion et demeurent fidèles à Mendoza envers et contre tout.
- Gomez et Gaspard : deux officiers espagnols, cupides et belliqueux et par la suite déserteurs. Gomez est le supérieur hiérarchique de Gaspard, qui lui reste d'une indéfectible fidélité. Ils savent très bien manier les armes, particulièrement Gaspard qui est un excellent bretteur. Rancunier, celui-ci nourrit une soif de vengeance personnelle contre Mendoza, qui l'a publiquement humilié au cours de leur voyage à bord de l'Esperanza.
- Papacamayo : ce vieil homme est le père de Zia. Après la capture de sa fille par les Espagnols il y a de cela plusieurs années, il a parcouru le continent sud-américain pour donner un but à sa vie, parvenant même à trouver l'emplacement d'une cité d'or. Mortellement blessé par une flèche Olmèque, il a néanmoins la joie de retrouver sa fille et de la reconnaître.
- Le prophète voyageur : d'après une légende racontée par Mayucca, vieillard résidant au Vieux Pic[14], un énigmatique voyageur serait tombé amoureux d'une vestale du Soleil dans le Nouveau Monde. La femme a engendré un fils. Afin de lui faire expier ce sacrilège car elle devait rester vierge, son peuple l'aurait sacrifiée au dieu Inti avant de condamner l'homme et le nourrisson à l'exil. Séparé de son enfant lors d'un naufrage, le prophète voyageur se dirigea ensuite vers la cité d'or en espérant que son fils l'y rejoindrait. À la mort du grand prêtre de la cité, le mystérieux prophète s'est proposé pour remplacer ce dernier et poursuivre ainsi sa mission sacrée, préserver la paix du monde. Bien qu'il en ait eu l'occasion, il n'a pas révélé à Esteban qu'il était son père et s'est sacrifié pour empêcher le grand héritage de déclencher une catastrophe mondiale.

## L'empire de Mu et les Atlantes
Après avoir fait la rencontre de Tao, Esteban et Zia visitent le réseau de cabanes construites dans les arbres par la famille de Tao et lui-même. Au sommet, Esteban remarque que le paysage a une forme étrange. Tao lui explique alors, que c'est « l'empereur de Mu qui l'a faite tailler ». Il raconte qu'il y a longtemps, le paysage était bien différent. L'empire de Mu était le plus vieux continent de la Terre. Alors qu'aujourd'hui, l'île sur laquelle vit Tao est en forme de croissant de Lune, il y avait autrefois une extension de l'île en face de leur point de vue. Le peuple était prospère et technologiquement avancé jusqu'au jour où la terre trembla. Dès lors, cette partie de l'île disparut dans l'océan.
Plus tard dans la série, le grand prêtre des Cités d'Or conte à Esteban et Zia une légende qui complète l'histoire du peuple de Mu. Celui-ci vivait sur un continent dans l'océan Pacifique tandis qu'à la même époque reculée, l'Atlantide prospérait dans un continent situé dans l'océan Atlantique. Le peuple de Mu et les Atlantes avaient maîtrisé « une source d'énergie pareille au cœur de notre soleil. » Puis une guerre éclata entre ces civilisations rivales, pour une raison futile que l'histoire a oubliée. Elles utilisèrent l'énergie solaire dans leur combat mais cette puissance finit par les détruire mutuellement,.

## Engins volants et navires de la série

### En relation avec l'Empire de Mu

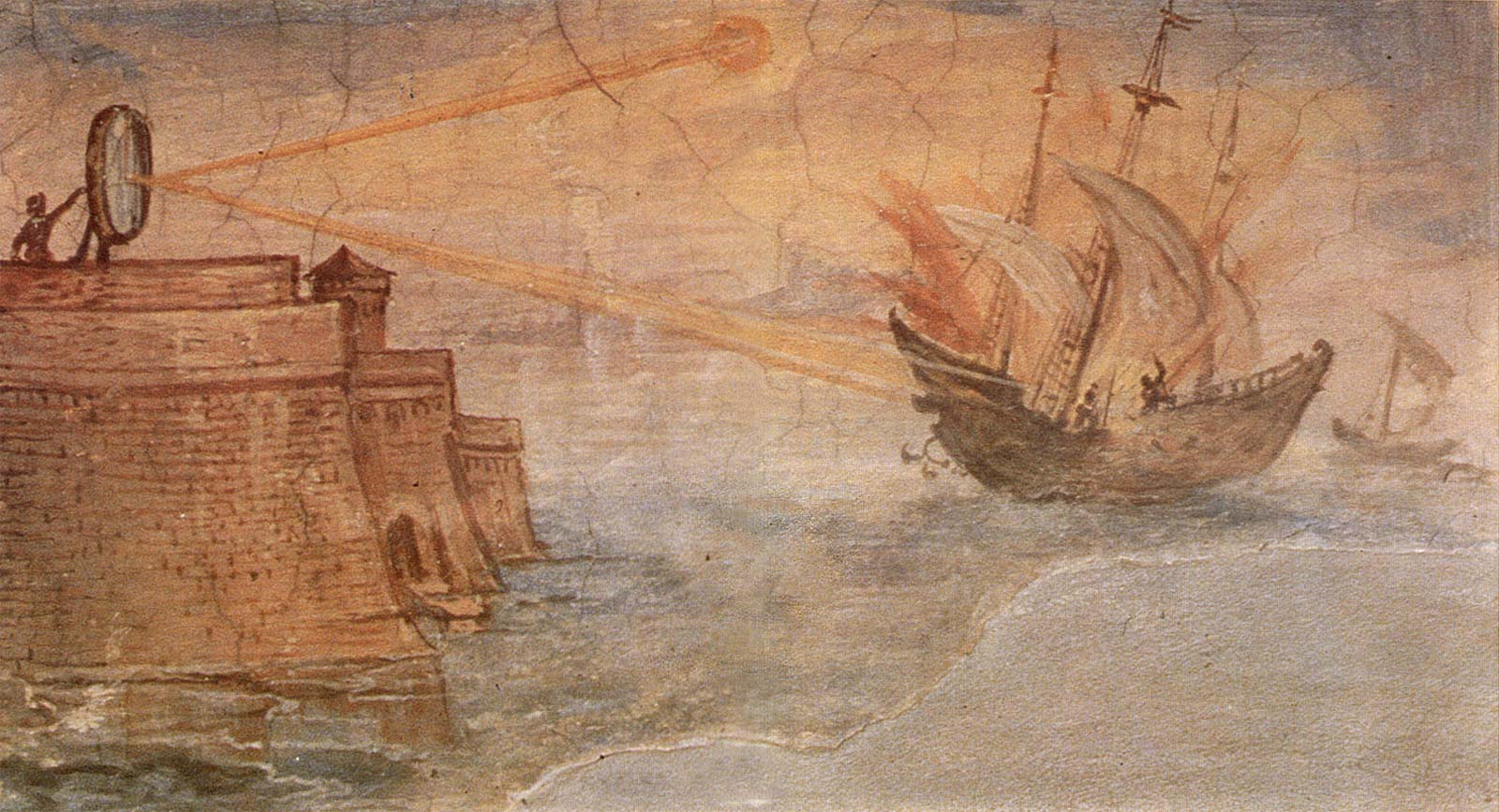
Les plaques réfléchissantes de Solaris rappellent les miroirs ardents d'Archimède.

- Le Solaris, gigantesque navire légendaire de l’Empire de Mu. Il possède de nombreux secrets du savoir de ses habitants. Mendoza le découvre en tirant des balles de pistolet sur un iguane géant et en faisant ainsi retentir le tonnerre sous la terre. Bien que Pedro et Sancho le trouvent facile à diriger, il est très mystérieux et plus difficile à comprendre qu'en première impression. Son architecture multicolore et d'or, à l'intérieur comme à l'extérieur, fascine tous les personnages, protagonistes comme antagonistes. Il comporte des centaines de salles et une dizaine d'étages. Sa cabine de pilotage a une forme de temple et l'avant de sa proue représente un visage humain. Il parait à première vue peu adapté pour le combat en raison de sa petite voile pour son tonnage le faisant aller trop lentement, mais un seul levier déclenche un mécanisme entraînant l'apparition d'une voile solaire avec des plaques réfléchissantes et la sortie de deux cent rames qui laissent croire que deux cent marins se trouvent à bord et les font avancer à très grande vitesse. Les plaques réfléchissantes peuvent produire un rayon qui est une arme redoutable et qui vise ses ennemis automatiquement, mais elles peuvent aussi produire une explosion qui détruit le bateau et les éventuels autres navires qui se trouvent à proximité. Le Solaris possède bien d'autres mystères.
- Le Grand Condor, gigantesque oiseau entièrement en or massif, évoquant un avion, probablement construit par ceux qui semblent être les ancêtres des Incas : les habitants de Mu. Il est découvert par Esteban en retirant un emblème d’or qui se détache de la même manière que son médaillon et celui de Zia. Cet emblème permet le vol du condor lorsqu'il est déposé dans un emplacement dédié de la cabine de pilotage. Celle-ci se trouve au niveau de la nuque et peut prendre six passagers avec trois places à l'avant et trois à l'arrière. Lorsque le Condor est à l'arrêt, la tête s'abaisse pour permettre aux passagers de monter dans le cockpit et descendre au sol. Une manette en forme de serpent, qui apparaît lorsque l'emblème est installé dans son emplacement, permet de le diriger. Il est rapide, mais avec certaines limites : il ne peut voler qu'au soleil (et doit éviter de voler par temps nuageux), et ne dispose d'aucun armement, problème souligné lors de l'apparition de la machine Olmèque. Le Condor semble sensible à certains signaux au sol et atterrit en mode automatique à l'approche du plateau de Nasca ou des premières ruines du pays maya. En mouvement, le Condor passe pour un monstre aux yeux de Gomez et Gaspard tandis qu'immobilisé au sol, Marinche, Laguerra et les Olmèques le prennent pour une statue en or.

### Autres véhicules
- La machine volante des Olmèques, gigantesque machine volante qui dort dans le Bouclier Fumant dont seul Ménator, le roi des Olmèques, connait l'existence jusqu'à sa révélation. Cette machine possède des armes et de nombreuses salles et couloirs comme Solaris, et elle est capable de voler comme le Grand Condor. Pour passer dans un endroit étroit, elle peut se séparer en cinq parties et fusionner après le passage. Elle possède aussi un rayon destructeur très puissant capable de creuser un trou de plusieurs mètres de diamètre et de profondeur.
- L'Esperanza, galion espagnol dont le commandant Perez est le capitaine. C'est à son bord que les protagonistes quittent Barcelone, traversent l'Atlantique et le détroit de Magellan, puis naviguent dans le Pacifique. Il aura à traverser bien des tempêtes et de plus, il est en très mauvais état ce qui n'arrangera pas les choses. Il ne possède qu'un seul canot de sauvetage. Un motif de décoration symbolique de l'Esperanza est la tête de biche faisant office de figure de proue jouant un rôle similaire au visage humain sur la proue de Solaris.
- La San Miguel, galion espagnol qui a recueilli Gomez et Gaspard auquel ne cessera d'être confronté Solaris. Elle sera sans arrêt ridiculisée par la puissance du majestueux bateau de Tao.
- Le sous-marin de Tao, inventé par Tao, il est construit à partir de deux canots de roseau superposés. Il est créé pour défendre un village et passera pour le monstre du lac Titicaca chez les adversaires. On ignore ce qu'il devient après être passé à l'action.

## Épisodes
1. Esteban, fils du Soleil
2. Vers le diabolique détroit de Magellan
3. L'Effroyable Tornade
4. Dérive dans la mer infernale
5. L'Île au bout du monde
6. Solaris, le navire géant de l’empire de Mu
7. Le Secret du Solaris
8. Le Nouveau Continent
9. La Fin du Solaris
10. Le Secret du temple souterrain
11. Les Messagers de la région des mystères
12. Le Secret des pendentifs
13. Le Mystère des parents d'Esteban
14. Les Deux Pendentifs
15. La Dernière Évasion
16. L'Attaque des géants Urubus
17. Le Grand Condor
18. Le Premier Vol du Grand Condor
19. Le Secret du Grand Condor
20. Un Nouveau Voyage
21. Les Amazones
22. Le Miroir de la Lune
23. La Colère du dieu Maya
24. Le Secret du masque de jade
25. Le Mystère de la fontaine sacrée
26. Le Marais du dieu de la pluie
27. Le Déchiffrage des manuscrits
28. La Forêt des statues de pierre
29. La Base des Olmèques
30. La Grande Évasion
31. Le Village du nouveau Soleil
32. Le Retour du Grand Condor
33. La Révolte des Mayas
34. La Grande Bataille
35. Le Secret de la base des Olmèques
36. La Machine des Olmèques
37. Aux portes de la cité d'or
38. Le Grand Héritage
39. Vers de nouvelles aventures[18]

## Production

### Dessins
La production est assurée par DIC Audiovisuel (producteur exécutif) et Pierrot (studio d'animation) est dirigée (réalisateur en chef) par Hisayuki Toriumi.
Dans l'équipe française, on retrouve Bernard Deyriès à la réalisation, et Jean Chalopin qui signe les scénarios, tous deux déjà à l’origine de la série Ulysse 31, et qui réaliseront ensuite d’autres séries à succès comme Inspecteur Gadget, Les Minipouss, MASK ou encore Jayce et les Conquérants de la lumière, pour ne citer qu’elles.

### Documentaires
À chaque fin d'épisode, est diffusé un mini-documentaire durant de deux à trois minutes expliquant un sujet en particulier, souvent en rapport avec l'épisode en question. Celui-ci est commenté en voix-off par Jean Topart.

### Effets sonores
Les effets sonores sont montés par l'équipe japonaise, coupés dans une bande magnétique afin d'obtenir une bonne synchronisation à l'image ; limitée par les moyens techniques et financiers de l'époque pour une série d'animation, la bande son est beaucoup moins riche que pour une production numérique, habituelle dès les années 2000.

### Musique
Les premières compositions japonaises pour la série sont refusées par la réalisation française, trop synthétiques. Est alors décidé que les deux versions, japonaise et française, auront des musiques originales différentes. La musique originale du dessin animé dans sa version occidentale est alors composée par Haim Saban et Shuki Levy (Nobuyoshi Koshibe dans la version japonaise).
La bande originale de la série a été composée par Le Groupe Apollo, dont Jacques Cardona faisait partie. Les différents titres ont été créés à partir de synthétiseurs.[réf. nécessaire]

## Caractéristiques de la série
D’un point de vue narratif, Les Mystérieuses Cités d’or est une œuvre de fiction classique, qui met en scène une quête initiatique sur un modèle éprouvé par la littérature ou le cinéma.
La série fait partie intégrante, depuis sa toute première diffusion, du patrimoine télévisuel et culturel francophone. Son scénario, très riche pour un programme grand public, ses musiques de qualité, son animation exemplaire (à la pointe des techniques de l’époque) et la représentation d’un voyage initiatique servent encore aujourd’hui de référence.
La série est bâtie sur son propre scénario qui n’a presque rien en commun avec le roman de Scott O'Dell qui, selon le générique, l’a inspirée. On n’y retrouve que les noms de certains personnages et le thème général de la recherche des Cités d’or et de l’Eldorado. Le réalisme (la plupart des personnages, des lieux et des aventures s’appuient sur des faits concrets et réels, par ailleurs précisés dans le documentaire suivant chaque épisode) et la noirceur se retrouvent autant dans le roman que dans le dessin animé, ce dernier misant également sur l’évasion et l’onirisme.
En particulier, par rapport au roman, la série introduit des éléments fantastiques, proches à la fois de la fantasy et de la science-fiction : les technologies attribuées aux anciennes civilisations sont inspirées par les technologies du XXe siècle (aviation, arme nucléaire) et d'autres plus prospectives (réacteur à fusion nucléaire, caisson de biostase…), tout en ayant un aspect et une valeur mythique qui les rapprochent de la magie et du merveilleux. Par exemple, le Grand Condor est une sorte d'avion qui fonctionne à l’énergie solaire piloté facilement par les enfants, tout en étant un oiseau en or gigantesque auréolé de toute une mythologie ; de même, les descendants des Olmèques sont des mutants ayant survécu par cryogénie à une guerre nucléaire entre les empires mythiques de Mu et d’Atlantide, mais ayant l'apparence d'elfes aux oreilles pointues.
Chaque épisode est suivi d’un mini-documentaire (en prises de vue réelles) sur la culture précolombienne, donnant un éclairage historique et géographique sur le contexte de la fiction. Le timbre chaleureux et singulier de l'acteur Jean Topart, qui prête sa voix aux commentaires en voix off, a contribué à la fascination que cette série a exercée sur les téléspectateurs[réf. nécessaire].

## Diffusions

### Pays francophones
- Belgique/Luxembourg : sur RTL Télévision puis RTL TV début des années 1980 en juillet 1982, dont les programmes étaient reçus en Belgique, en Lorraine et au Luxembourg. RTL-TVI puis Club RTL, l'un des deux chaînes de la production RTL-TVI, diffuse en 1987 puis en 1995 et rediffuse la série en 2004. la série repasse au rythme d'un épisode par semaine le dimanche matin à 8h45.
- Canada, la série est diffusée à partir de 1984, puis rediffusée à plusieurs reprises, notamment en 2005, sur Radio-Canada.
- France
  - Antenne 2 : elle est d’abord diffusée à partir du mercredi 28 septembre 1983 jusqu'au 18 juillet 1984 dans l'émission pour la jeunesse Récré A2[22],[23]. Elle est alors la troisième série animée franco-japonaise à être sur la télévision française, juste après Ulysse 31, deux ans plus tôt, et Oum le dauphin blanc en 1971[24].
  - Télétoon : en mars 2001, Antenne 2, qui a coproduit la série, autorise sa diffusion sur la chaîne jeunesse de TPS.
  - France 5 : à partir du 6 janvier 2003, la série est diffusée dans Midi les Zouzous et Bonsoir les Zouzous. Elle est également rediffusée sur la chaîne en 2004 et 2005.
  - TV Breizh : en février 2004, la chaîne bretonne reprend la diffusion de la série qui bénéficie d’une version multilingue en français et en breton ; la version bretonne ayant été créée pour l’occasion par l’association Dizale (adaptation : Corinne Ar Mero), sous le titre Bugel an Heol.
  - Ma Planète : en janvier 2006, c’est la chaîne de Canalsat qui reprend la diffusion de la série.
  - Gulli : depuis le 6 février 2007, la chaîne jeunesse de la TNT diffuse à son tour la série.
  - NT1 : à partir du 6 octobre 2012, précédant ainsi la diffusion de la saison 2 prévue pour Noël 2012 sur Tfou, TF1.
  - TF1 : saison 1 durant l'été 2013, lors de la pause de diffusion de la saison 2.
  - NT1 : saison 1 depuis septembre 2016, précédant ainsi la diffusion de la saison 3 prévue pour fin 2016 sur Tfou, TF1.
  - Mangas : depuis le 26 août 2019.
  - Mangas : depuis le 31 avril 2025

### Autres pays
- Japon : du 29 juin 1982 au 3 juin 1983 (première diffusion de la série, avant les diffusions française et luxembourgeoise) sur NHK G, la chaîne généraliste de la NHK (coproducteur de la série). Rediffusion du 6 avril 1998 au 1er avril 1999 sur NHK-BS2.
- Suisse la TSR diffuse en septembre 1983 juste avant Antenne 2 en France.
- Royaume-Uni (sous le titre The Mysterious Cities of Gold) : diffusion milieu des années 1980 sur la BBC. En langue anglaise, la série a aussi été diffusée aux États-Unis sur Nickelodeon, en Australie sur ABC et en Nouvelle-Zélande sur TV2.
- Italie (sous le titre Esteban e le misteriose città d'oro) : la série a été diffusée en 1984 sur la Rai Due deuxième chaîne nationale.
- Espagne, en version basque à la fin des années 1980 sur ETB. Une version espagnole a été diffusée sous le titre Las Misteriosas Ciudades De Oro au Chili sur Canal 13 entre 1993 et 1995.
- Allemagne (sous le titre Die geheimnisvollen Städte des Goldes) en 1988 en RDA sur le réseau d'état Deutscher Fernsehfunk puis en Allemagne réunifiée sur les Dritten Fernsehprogramme MDR et ORB.
- Pologne (sous le titre Tajemnicze Złote Miasta), sur les chaînes TVP 2 et RTL 7.
- Suède (sous le titre De gåtfulla guldstäderna), plusieurs diffusions dans les années 1980 et 1990 sur la chaîne TV 3.
- Bulgarie (sous le titre Тайнствените златни градове) : sur Efir 2 à partir des années 1990 et puis rediffusée sur Diema+ en 2005.
- Monde arabe (sous le titre الأحلام_الذهبية - Les Rêves Dorés) : doublée par un studio syrien, la série fut diffusée sur plusieurs chaînes arabes dans les années 1990.

## Éditions vidéo

### DVD
Plusieurs commercialisations de la série en DVD sont sorties en France.
- En 2000, une première édition par Sony comportant 6 DVD, chacun contenant les épisodes en français et leurs documentaires.
- En 2001, une ré-édition par Sony, mais cette fois avec un septième DVD regroupant les bonus, aussi contenus dans les six autres. Pas de nouveauté par rapport à la première version.
- En 2003, une édition par AK Video, sortie pour les 20 ans de la série : un simple coffret de 4 DVD regroupant les 39 épisodes et leurs documentaires respectifs. Aucun bonus.
- En 2004, toujours chez Sony, une édition en 6 DVD (reprise de la version 2000, sous une pochette dépliante cette fois).
- En 2008, une ultime édition par Kazé, faisait la promotion de la suite de la série annoncée cette même année par Jean Chalopin. Cette édition contient 8 DVD contenant les 39 épisodes, plus des bonus exclusifs de production, le livre de l'histoire originale La Route de l'or écrit par Scott O'Dell, et un livre de style art-book de la série et sur les Incas.

### Blu-ray
En 2013, la société Kazé sort un coffret de la série au format Blu-ray. Le coffret contient l'intégralité de la série, répartie sur trois disques, avec en bonus un DVD regroupant les mêmes bonus que l'édition de 2008, ainsi que le premier tome du nouveau manga. Ce coffret est ensuite réédité sans le premier tome et avec les bonus répartis sur un Blu-ray. Le titre du générique a été remplacé par un nouveau logo.
Cette édition Blu-ray a été très critiquée par certains fans pour le résultat de cette restauration HD faite sur la base d'une source qui n'est pas un master de la série, ce dernier étant apparemment introuvable. Pour ces fans, l'image, certes stabilisée, a subi l'application d'un filtre (video denoising, DNR) pour en supprimer le grain (bruit), rendant l'ensemble assez flou et faisant ainsi disparaître les détails (notamment des décors).
Pour un critique du site web Écran large, « le bilan est très contrasté » : « Si les couleurs sont éclatantes, magnifiques, le reste révèle les défauts de réalisation, les économies de production. Et autant dire que cela saute à la figure : entre certains plans extrêmement ternes, sales et flous, certaines parties du corps des personnages qui n'ont pas été dessinées, l'absence des visages dans les plans éloignés et le dessin plus que sommaire de certains décors, la HD ne pardonne pas », mais il attribue à cette restauration un résultat global satisfaisant, notamment la piste audio.

## Produits dérivés

### Manga
Une adaptation en manga par le dessinateur français Thomas Bouveret a été publiée par Kazé en mars 2013. Le roman La Route de l'or est disponible avec le premier tome du manga.

### Livres
Un livre consacré à cette série culte est paru le 3 juillet 2013, aux éditions Soleil, sous le titre Les Mystérieuses Cités d'or : Les secrets d'une saga mythique. Entre bible et artbook, il retrace les origines de la production de la série, présente des croquis et illustrations originales, pour beaucoup inédites, et revient sur le succès toujours palpable 30 ans après sa première diffusion en France. Le tout accompagné de fiches techniques et d'illustrations d'artistes actuels, en guise d'hommage.
Datant de 1984, le livre illustré par Anne Leduc-Dardill, Les Mystérieuses Cités d'or : Le secret d'Esteban, relate les aventures du fils du soleil dans la première saison. L'adaptation de la série est effectuée par Valérie Fert, le tout aux éditions G.P.

### Jouet
En juin 2015, la société japonaise High Dream Corporation (HL Product), sous le label Metaltech, commence la diffusion sur le territoire français de son modèle articulé de 20 cm du Grand Condor die-cast (moulage métallique sous pression).

## Adaptations

### Projet de film en prise de vues réelles
Dans les années 2010, un projet d'adaptation cinématographique de la série voit le jour, grâce au producteur indépendant français Raphaël Benoliel qui y travaillait depuis qu'il avait obtenu l'accord et le soutien de Jean Chalopin, l'auteur et producteur de la série d'origine, ce dernier désirant depuis longtemps adapter celle-ci au cinéma.
Le 10 novembre 2011, au cours d'une projection privée au cinéma Max Linder Panorama à Paris (dans laquelle sont présents une poignée de professionnels du cinéma et quelques adeptes), est dévoilé ce projet. Le 1er mai 2012, un sondage est lancé pour demander aux fans de la série si le film devrait être un film live (avec de vrais comédiens) ou un film d'animation.
Le 20 avril 2013, lors d'une conférence-hommage à la série lors du festival Cartoonist à Nice, Jean Chalopin invite Raphaël Benoliel à annoncer officiellement l'adaptation cinématographique à l'occasion des 30 ans de la série. Les résultats d'un sondage Facebook sont également révélés à cette occasion : l’adaptation en film live a été choisie à la majorité (à 62 %, contre 38 % pour un film d'animation).
Le 28 septembre 2013 à 16 h 28, soit exactement 30 ans jour pour jour après la diffusion du premier épisode de la série à la télévision française, la première bande-annonce internationale est diffusée sur le site officiel du film. À cette occasion, les fans du monde entier sont invités à participer au financement du film via un site de financement participatif. Mais depuis, le projet semble abandonné.

### Film d'animation
Le 16 décembre 2006, AK Video et Ben-J Productions sortent un film d'animation inspiré du roman original The King’s Fifth de Scott O'Dell, intitulé Esteban et Zia : À la recherche des sept cités d'or.

### Spectacle musical
Le 10 octobre 2021, une adaptation théâtrale des Mystérieuses Cités d'or, coécrite par Ely Grimaldi et Igor de Chaillé et mise en scène par Nicolas Nebot, a fait sa première représentation sur la scène du Théâtre des Variétés de Paris.

## Suites
En 2012, soit 30 ans après la première saison, TF1, Télétoon+ et Blue Spirit (détenteur des droits d'adaptation des Mystérieuses Cités d'or) lancent une nouvelle série homonyme, qui fait directement suite au dessin animé de 1982 : la saison 2. En 2014, la série est prolongée pour donner naissance à une saison 3.
En 2020, une saison 4 est financée et diffusée par France Télévisions.